# Liste der Kakteenarten in der Roten Liste gefährdeter Arten

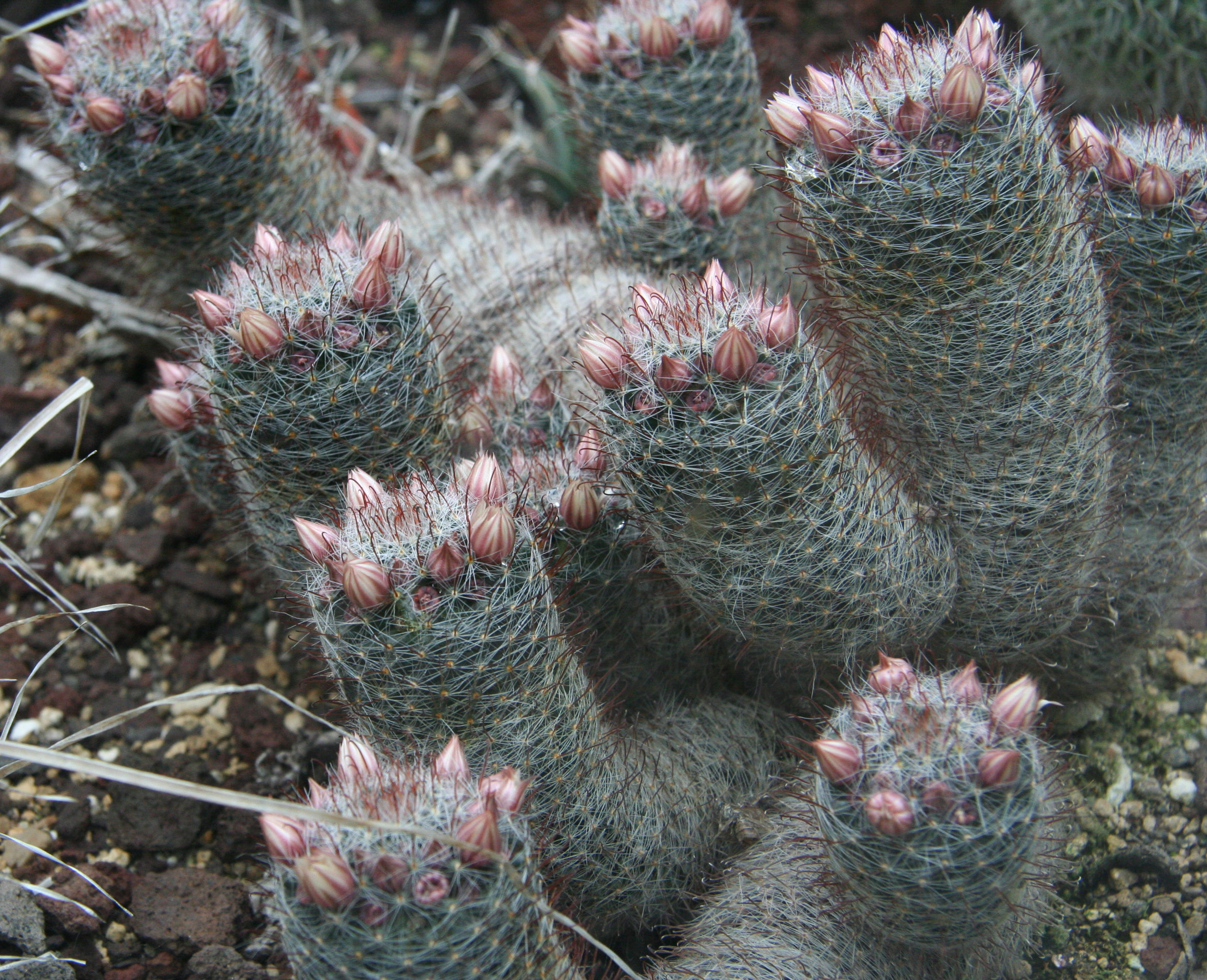
Mammillaria glochidiata gilt als in der Natur ausgestorben.

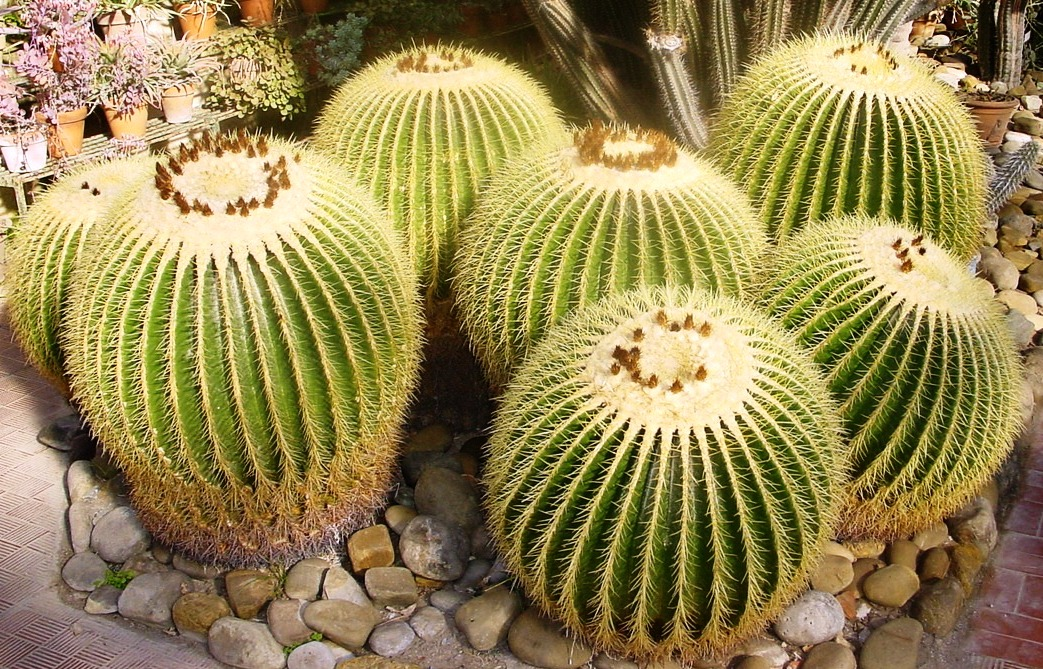
Echinocactus grusonii ist vom Aussterben bedroht.

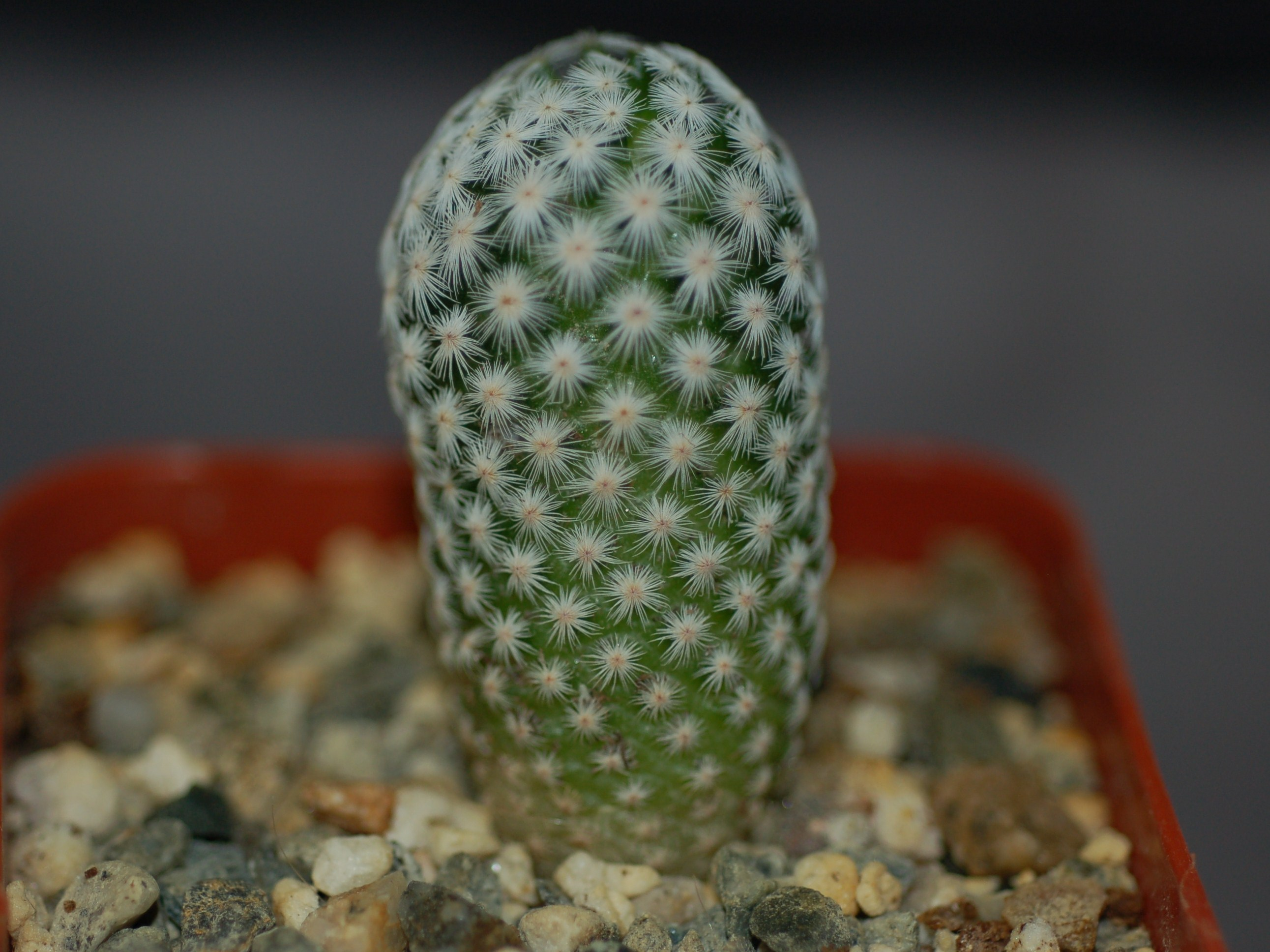
Mammillaria herrerae ist vom Aussterben bedroht.

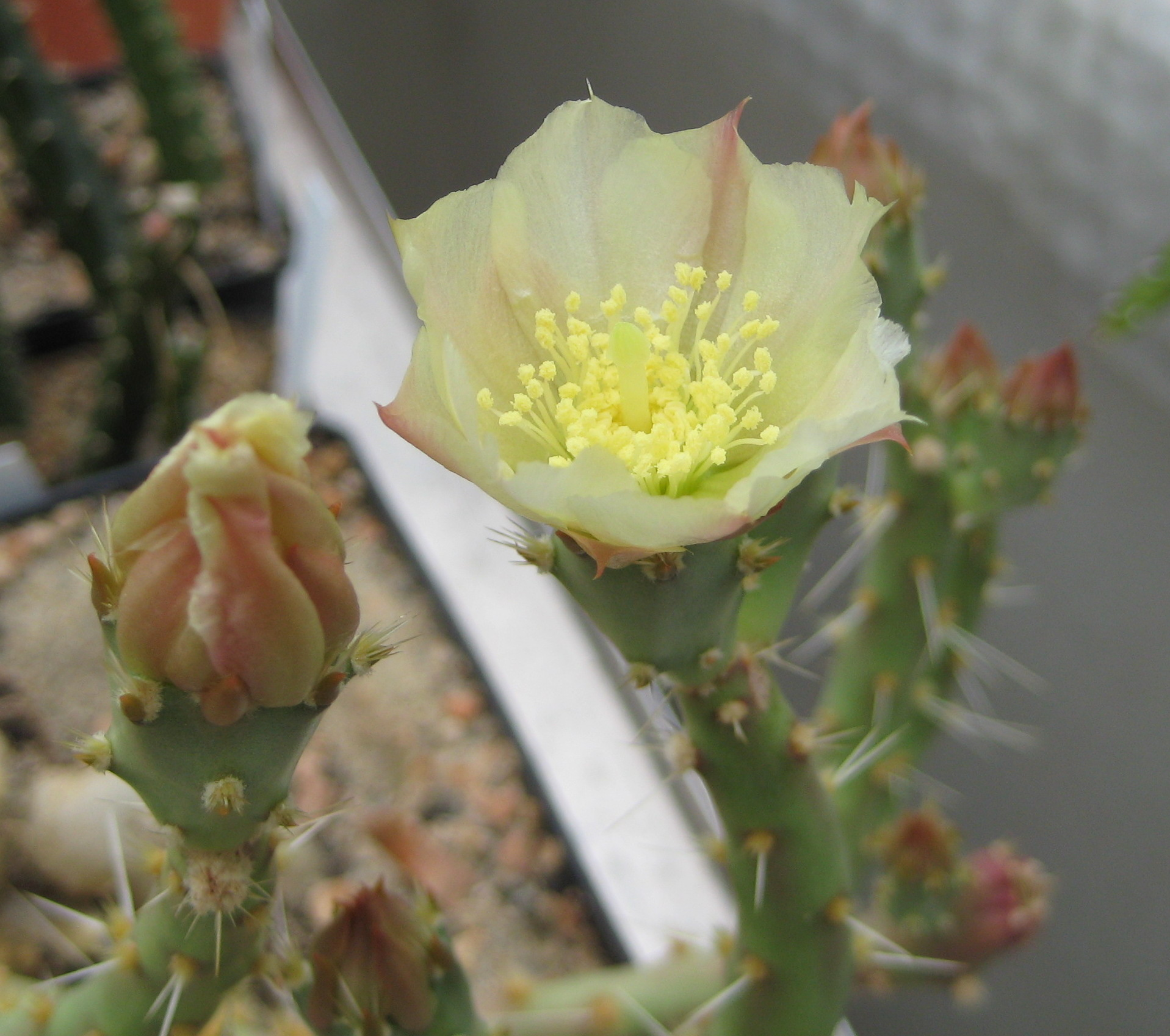
Opuntia chaffeyi ist vom Aussterben bedroht.

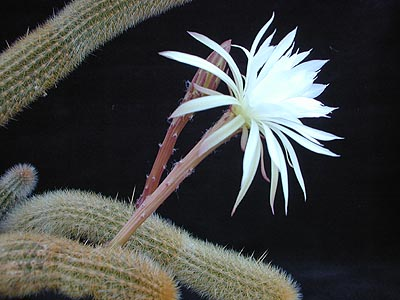
Arthrocereus glaziovii ist stark gefährdet.

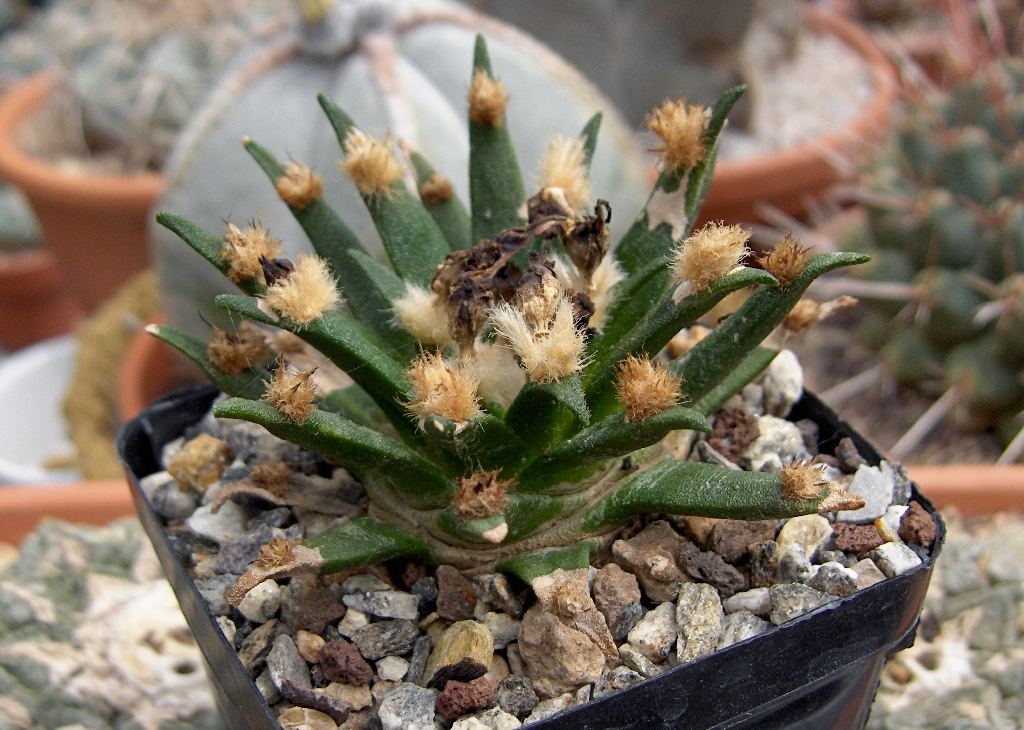
Ariocarpus agavoides ist gefährdet.

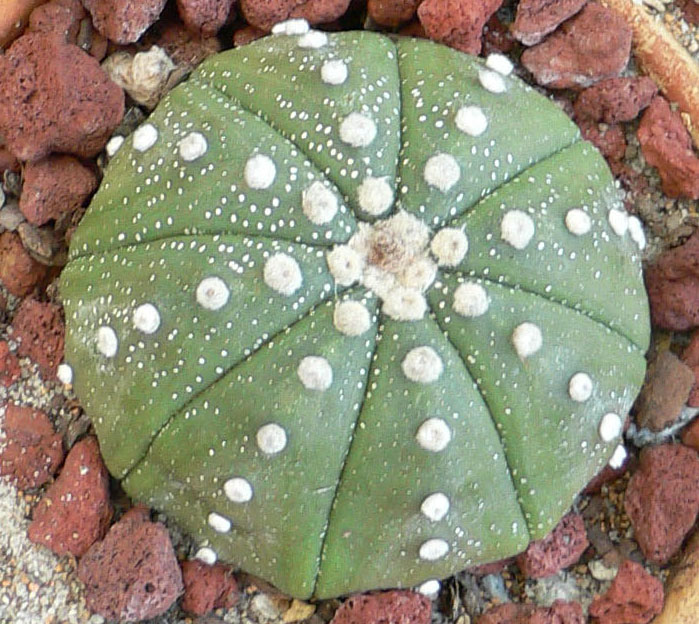
Astrophytum asterias ist gefährdet.

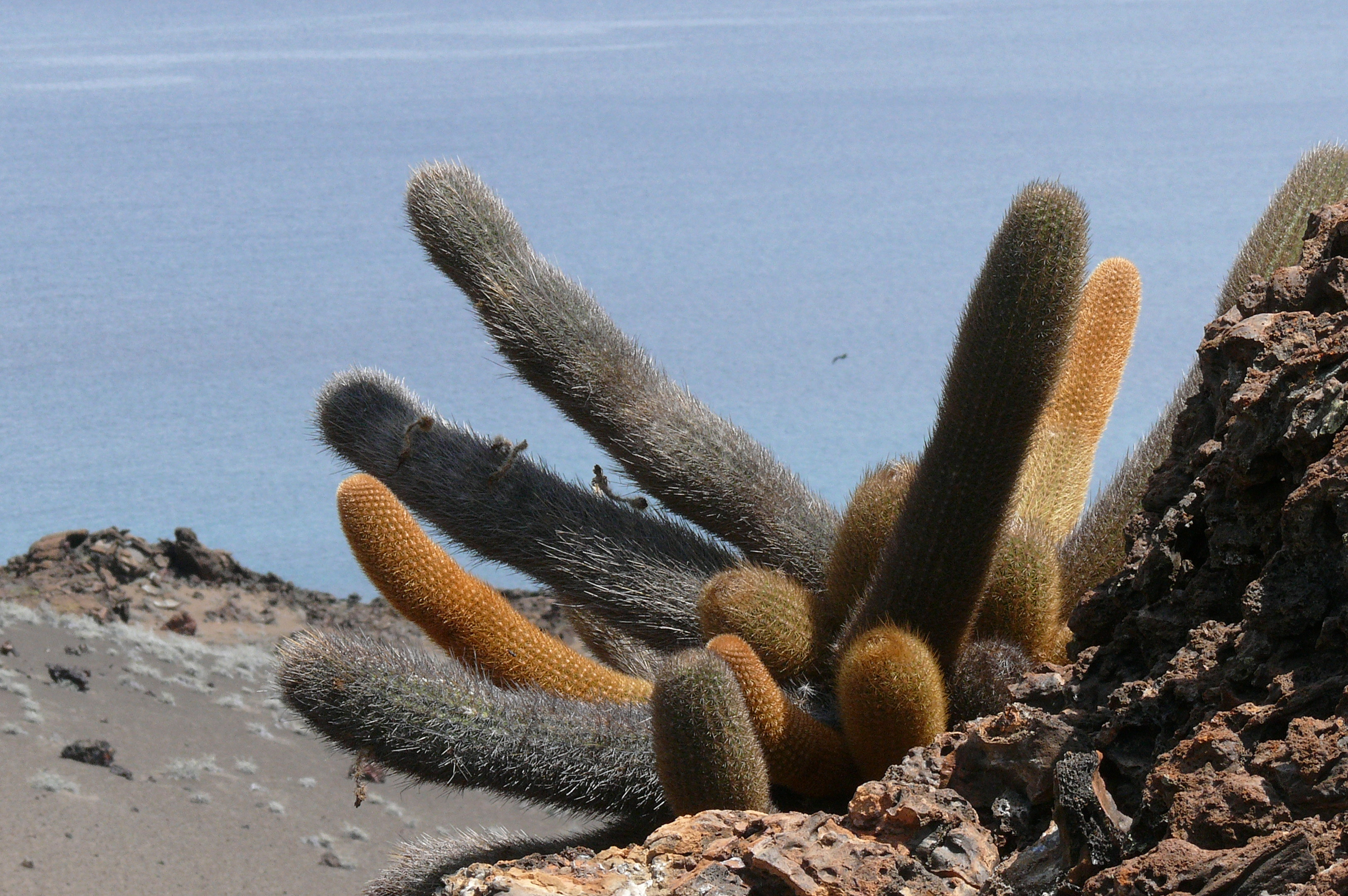
Brachycereus nesioticus ist gefährdet.

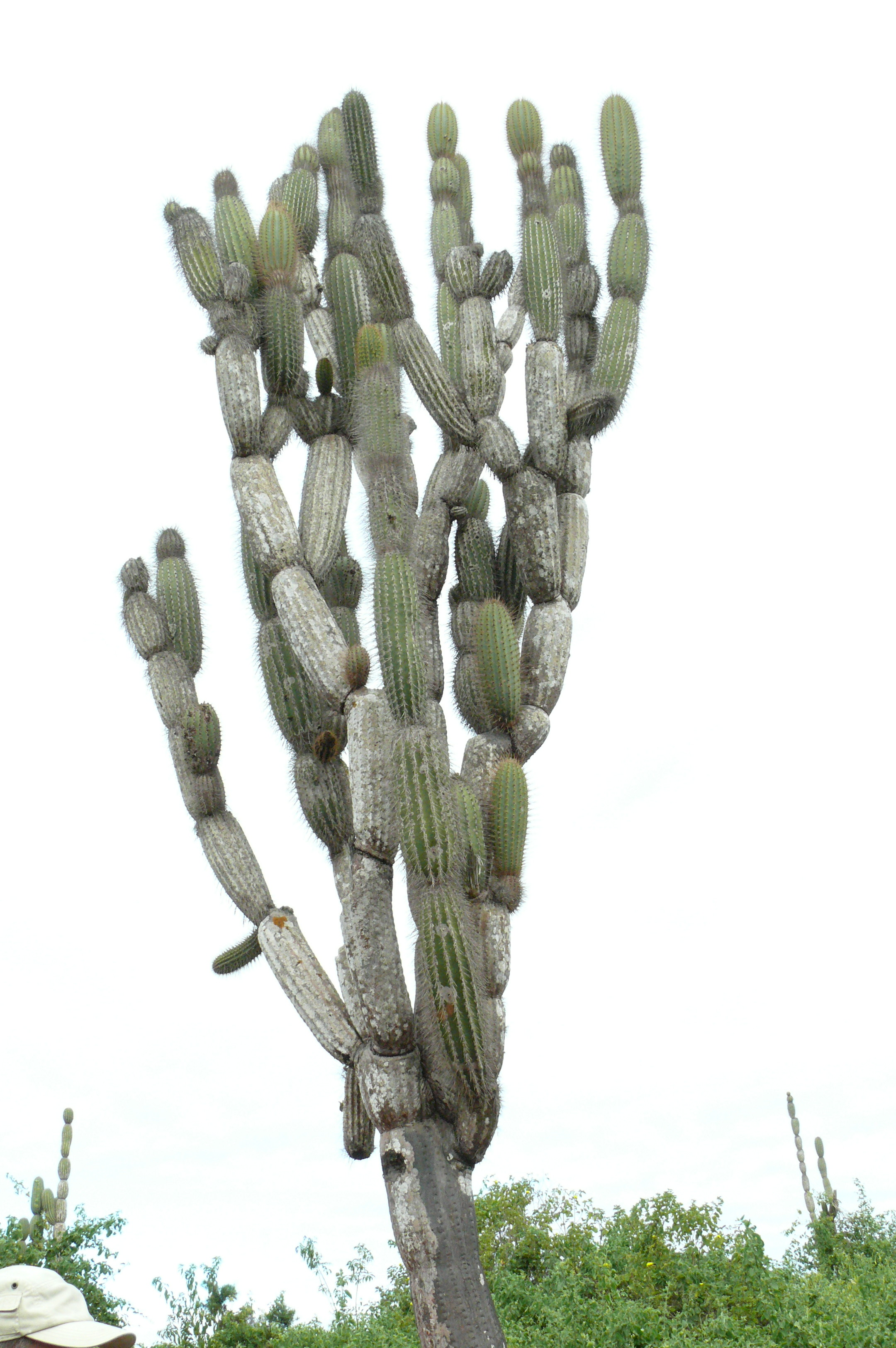
Jasminocereus thouarsii ist gefährdet.

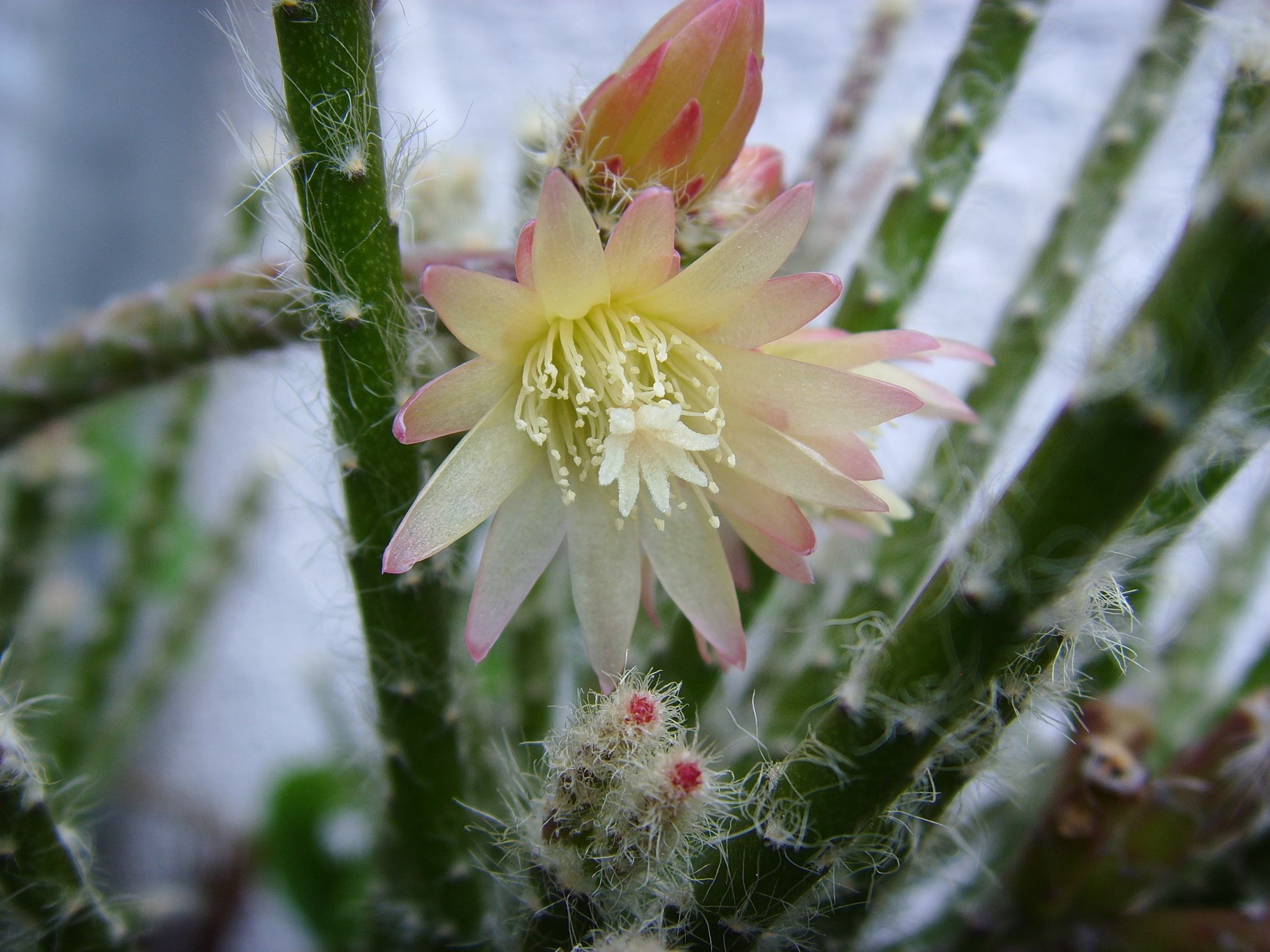
Rhipsalis pilocarpa ist gefährdet.

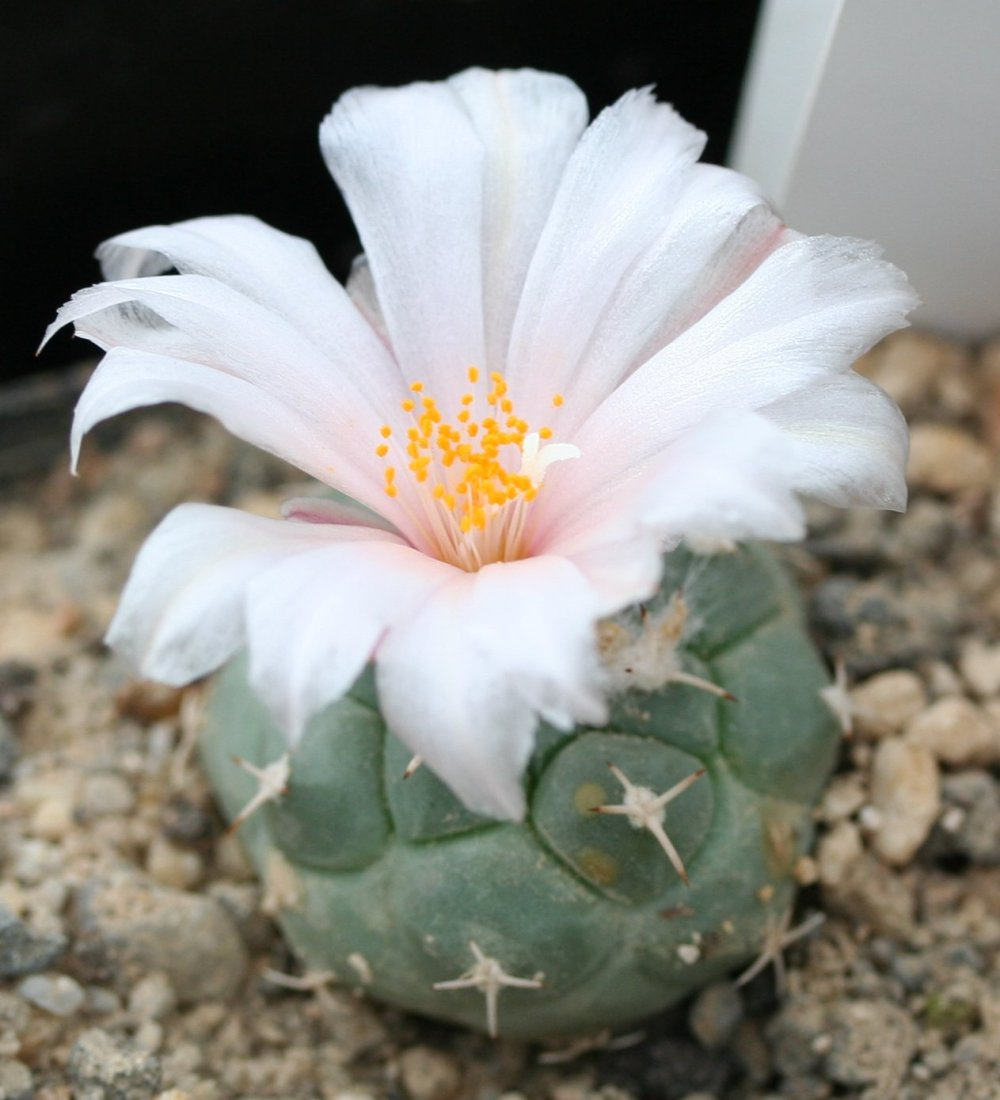
Turbinicarpus lophophoroides ist gefährdet.

Die Liste der Kakteenarten in der Roten Liste gefährdeter Arten enthält alle Arten aus der Pflanzenfamilie der Kakteengewächse, die in der Roten Liste gefährdeter Arten der International Union for Conservation of Nature and Natural Resources (IUCN) aufgeführt sind. Gegenwärtig (9. Dezember 2022) sind 1478 Arten sowie zwei Unterarten der Kakteengewächse mit dem Status ihrer Gefährdung erfasst. Nicht über alle aufgeführten Kakteenarten liegen ausreichend Daten vor um ihren Gefährdungsgrad einschätzen zu können.
| Art/Unterart                          | Status                    | bewertet |
| ------------------------------------- | ------------------------- | -------- |
| Acanthocereus tetragonus              | nicht gefährdet           | 2006     |
| Acharagma aguirreanum                 | vom Aussterben bedroht    | 2002     |
| Acharagma roseanum                    | gefährdet                 | 2009     |
| Ariocarpus agavoides                  | stark gefährdet           | 2009     |
| Ariocarpus bravoanus                  | stark gefährdet           | 2009     |
| Ariocarpus bravoanus subsp. bravoanus | vom Aussterben bedroht    | 2009     |
| Ariocarpus bravoanus subsp. hintonii  | stark gefährdet           | 2009     |
| Ariocarpus fissuratus                 | nicht gefährdet           | 2009     |
| Ariocarpus kotschoubeyanus            | potentiell gefährdet      | 2009     |
| Ariocarpus retusus                    | nicht gefährdet           | 2009     |
| Ariocarpus scaphirostris              | stark gefährdet           | 2009     |
| Ariocarpus trigonus                   | nicht gefährdet           | 2009     |
| Armatocereus cartwrightianus          | nicht gefährdet           | 2011     |
| Armatocereus godingianus              | nicht gefährdet           | 2011     |
| Armatocereus laetus                   | nicht gefährdet           | 2011     |
| Armatocereus matucanensis             | nicht gefährdet           | 2011     |
| Armatocereus procerus                 | nicht gefährdet           | 2011     |
| Armatocereus rauhii                   | nicht gefährdet           | 2011     |
| Armatocereus riomajensis              | nicht gefährdet           | 2011     |
| Arrojadoa albiflora                   | vom Aussterben bedroht    | 2010     |
| Arrojadoa beateae                     | keine ausreichenden Daten | 2010     |
| Arrojadoa dinae                       | gefährdet                 | 2010     |
| Arrojadoa eriocaulis                  | stark gefährdet           | 2010     |
| Arrojadoa marylaniae                  | vom Aussterben bedroht    | 2010     |
| Arrojadoa multiflora                  | stark gefährdet           | 2010     |
| Arrojadoa penicillata                 | nicht gefährdet           | 2010     |
| Arrojadoa rhodantha                   | nicht gefährdet           | 2010     |
| Arthrocereus glaziovii                | stark gefährdet           | 2010     |
| Arthrocereus melanurus                | gefährdet                 | 2010     |
| Arthrocereus rondonianus              | nicht gefährdet           | 2010     |
| Arthrocereus spinosissimus            | nicht gefährdet           | 2010     |
| Astrophytum asterias                  | gefährdet                 | 2009     |
| Astrophytum capricorne                | nicht gefährdet           | 2009     |
| Astrophytum caput-medusae             | vom Aussterben bedroht    | 2009     |
| Astrophytum coahuilense               | gefährdet                 | 2009     |
| Astrophytum myriostigma               | nicht gefährdet           | 2009     |
| Astrophytum ornatum                   | gefährdet                 | 2009     |
| Austrocactus bertinii                 | nicht gefährdet           | 2010     |
| Austrocactus philippii                | potentiell gefährdet      | 2011     |
| Austrocactus spiniflorus              | stark gefährdet           | 2011     |
| Austrocylindropuntia cylindrica       | potentiell gefährdet      | 2011     |
| Austrocylindropuntia floccosa         | nicht gefährdet           | 2011     |
| Austrocylindropuntia lagopus          | gefährdet                 | 2011     |
| Austrocylindropuntia pachypus         | potentiell gefährdet      | 2011     |
| Austrocylindropuntia shaferi          | nicht gefährdet           | 2010     |
| Austrocylindropuntia subulata         | nicht gefährdet           | 2011     |
| Austrocylindropuntia verschaffeltii   | nicht gefährdet           | 2010     |
| Austrocylindropuntia vestita          | nicht gefährdet           | 2010     |
| Aztekium hintonii                     | potentiell gefährdet      | 2009     |
| Aztekium ritteri                      | nicht gefährdet           | 2009     |
| Bergerocactus emoryi                  | nicht gefährdet           | 2010     |
| Blossfeldia liliputana                | nicht gefährdet           | 2010     |
| Brachycereus nesioticus               | nicht gefährdet           | 2005     |
| Brasilicereus estevesii               | gefährdet                 | 2010     |
| Brasilicereus markgrafii              | gefährdet                 | 2010     |
| Brasilicereus phaeacanthus            | stark gefährdet           | 2010     |
| Brasiliopuntia brasiliensis           | nicht gefährdet           | 2010     |
| Browningia altissima                  | gefährdet                 | 2011     |
| Browningia amstutziae                 | keine ausreichenden Daten | 2011     |
| Browningia candelaris                 | keine ausreichenden Daten | 2011     |
| Browningia chlorocarpa                | potentiell gefährdet      | 2011     |
| Browningia columnaris                 | keine ausreichenden Daten | 2012     |
| Browningia hernandezii                | stark gefährdet           | 2020     |
| Browningia hertlingiana               | nicht gefährdet           | 2011     |
| Browningia microsperma                | nicht gefährdet           | 2011     |
| Browningia pilleifera                 | nicht gefährdet           | 2011     |
| Calymmanthium substerile              | nicht gefährdet           | 2011     |
| Carnegiea gigantea                    | nicht gefährdet           | 2010     |
| Castellanosia caineana                | nicht gefährdet           | 2010     |
| Cephalocereus apicicephalium          | nicht gefährdet           | 2009     |
| Cephalocereus columna-trajani         | nicht gefährdet           | 2009     |
| Cephalocereus nizandensis             | gefährdet                 | 2009     |
| Cephalocereus senilis                 | stark gefährdet           | 2009     |
| Cephalocereus totolapensis            | gefährdet                 | 2009     |
| Cereus aethiops                       | nicht gefährdet           | 2010     |
| Cereus albicaulis                     | nicht gefährdet           | 2010     |
| Cereus bicolor                        | nicht gefährdet           | 2010     |
| Cereus estevesii                      | vom Aussterben bedroht    | 2010     |
| Cereus fernambucensis                 | nicht gefährdet           | 2010     |
| Cereus fricii                         | gefährdet                 | 2011     |
| Cereus hankeanus                      | nicht gefährdet           | 2010     |
| Cereus hexagonus                      | nicht gefährdet           | 2011     |
| Cereus hildmannianus                  | nicht gefährdet           | 2010     |
| Cereus horrispinus                    | potentiell gefährdet      | 2011     |
| Cereus insularis                      | nicht gefährdet           | 2010     |
| Cereus jamacaru                       | nicht gefährdet           | 2010     |
| Cereus kroenleinii                    | nicht gefährdet           | 2010     |
| Cereus lamprospermus                  | nicht gefährdet           | 2010     |
| Cereus lanosus                        | nicht gefährdet           | 2010     |
| Cereus mirabella                      | stark gefährdet           | 2010     |
| Cereus mortensenii                    | potentiell gefährdet      | 2011     |
| Cereus phatnospermus                  | nicht gefährdet           | 2010     |
| Cereus pierre-braunianus              | gefährdet                 | 2010     |
| Cereus repandus                       | nicht gefährdet           | 2011     |
| Cereus saddianus                      | vom Aussterben bedroht    | 2010     |
| Cereus spegazzinii                    | nicht gefährdet           | 2010     |
| Cereus stenogonus                     | nicht gefährdet           | 2010     |
| Cereus trigonodendron                 | nicht gefährdet           | 2011     |
| Cereus vargasianus                    | gefährdet                 | 2011     |
| Cipocereus bradei                     | gefährdet                 | 2010     |
| Cipocereus crassisepalus              | stark gefährdet           | 2010     |
| Cipocereus laniflorus                 | stark gefährdet           | 2010     |
| Cipocereus minensis                   | nicht gefährdet           | 2010     |
| Cipocereus pleurocarpus               | nicht gefährdet           | 2010     |
| Cipocereus pusilliflorus              | vom Aussterben bedroht    | 2010     |
| Cleistocactus acanthurus              | potentiell gefährdet      | 2011     |
| Cleistocactus ayopayanus              | keine ausreichenden Daten | 2010     |
| Cleistocactus baumannii               | nicht gefährdet           | 2010     |
| Cleistocactus brookeae                | nicht gefährdet           | 2010     |
| Cleistocactus buchtienii              | nicht gefährdet           | 2010     |
| Cleistocactus candelilla              | nicht gefährdet           | 2010     |
| Cleistocactus chrysocephalus          | keine ausreichenden Daten | 2012     |
| Cleistocactus fieldianus              | nicht gefährdet           | 2011     |
| Cleistocactus hoffmannii              | vom Aussterben bedroht    | 2011     |
| Cleistocactus hyalacanthus            | nicht gefährdet           | 2010     |
| Cleistocactus hystrix                 | keine ausreichenden Daten | 2011     |
| Cleistocactus icosagonus              | nicht gefährdet           | 2011     |
| Cleistocactus jajoanus                | stark gefährdet           | 2011     |
| Cleistocactus laniceps                | nicht gefährdet           | 2010     |
| Cleistocactus leonensis               | nicht gefährdet           | 2011     |
| Cleistocactus longiserpens            | stark gefährdet           | 2011     |
| Cleistocactus luribayensis            | keine ausreichenden Daten | 2010     |
| Cleistocactus morawetzianus           | keine ausreichenden Daten | 2011     |
| Cleistocactus neoroezlii              | potentiell gefährdet      | 2011     |
| Cleistocactus pachycladus             | nicht gefährdet           | 2011     |
| Cleistocactus parapetiensis           | keine ausreichenden Daten | 2012     |
| Cleistocactus parviflorus             | nicht gefährdet           | 2010     |
| Cleistocactus plagiostoma             | keine ausreichenden Daten | 2011     |
| Cleistocactus pungens                 | keine ausreichenden Daten | 2011     |
| Cleistocactus pycnacanthus            | keine ausreichenden Daten | 2011     |
| Cleistocactus reae                    | potentiell gefährdet      | 2010     |
| Cleistocactus ritteri                 | nicht gefährdet           | 2010     |
| Cleistocactus samaipatanus            | nicht gefährdet           | 2010     |
| Cleistocactus sepium                  | nicht gefährdet           | 2011     |
| Cleistocactus sextonianus             | keine ausreichenden Daten | 2011     |
| Cleistocactus smaragdiflorus          | nicht gefährdet           | 2010     |
| Cleistocactus strausii                | nicht gefährdet           | 2010     |
| Cleistocactus sulcifer                | stark gefährdet           | 2011     |
| Cleistocactus tenuiserpens            | nicht gefährdet           | 2011     |
| Cleistocactus tominensis              | nicht gefährdet           | 2010     |
| Cleistocactus variispinus             | keine ausreichenden Daten | 2010     |
| Cleistocactus viridiflorus            | keine ausreichenden Daten | 2010     |
| Cleistocactus winteri                 | stark gefährdet           | 2010     |
| Cleistocactus xylorhizus              | vom Aussterben bedroht    | 2011     |
| Coleocephalocereus aureus             | nicht gefährdet           | 2010     |
| Coleocephalocereus braunii            | vom Aussterben bedroht    | 2010     |
| Coleocephalocereus buxbaumianus       | stark gefährdet           | 2010     |
| Coleocephalocereus diersianus         | vom Aussterben bedroht    | 2010     |
| Coleocephalocereus fluminensis        | nicht gefährdet           | 2010     |
| Coleocephalocereus goebelianus        | stark gefährdet           | 2010     |
| Coleocephalocereus pluricostatus      | stark gefährdet           | 2010     |
| Coleocephalocereus purpureus          | vom Aussterben bedroht    | 2010     |
| Coleocephalocereus uebelmanniorum     | stark gefährdet           | 2010     |
| Consolea corallicola                  | vom Aussterben bedroht    | 2011     |
| Consolea falcata                      | vom Aussterben bedroht    | 2011     |
| Consolea macracantha                  | nicht gefährdet           | 2011     |
| Consolea millspaughii                 | nicht gefährdet           | 2011     |
| Consolea moniliformis                 | nicht gefährdet           | 2011     |
| Consolea nashii                       | nicht gefährdet           | 2011     |
| Consolea picardae                     | keine ausreichenden Daten | 2011     |
| Consolea rubescens                    | nicht gefährdet           | 2011     |
| Consolea spinosissima                 | stark gefährdet           | 2011     |
| Copiapoa angustiflora                 | vom Aussterben bedroht    | 2010     |
| Copiapoa calderana                    | nicht gefährdet           | 2011     |
| Copiapoa cinerascens                  | stark gefährdet           | 2011     |
| Copiapoa cinerea                      | nicht gefährdet           | 2011     |
| Copiapoa conglomerata                 | vom Aussterben bedroht    | 2011     |
| Copiapoa coquimbana                   | nicht gefährdet           | 2011     |
| Copiapoa dealbata                     | nicht gefährdet           | 2011     |
| Copiapoa decorticans                  | vom Aussterben bedroht    | 2011     |
| Copiapoa echinoides                   | potentiell gefährdet      | 2011     |
| Copiapoa esmeraldana                  | vom Aussterben bedroht    | 2011     |
| Copiapoa fiedleriana                  | stark gefährdet           | 2011     |
| Copiapoa grandiflora                  | stark gefährdet           | 2011     |
| Copiapoa humilis                      | potentiell gefährdet      | 2011     |
| Copiapoa hypogaea                     | stark gefährdet           | 2011     |
| Copiapoa krainziana                   | nicht gefährdet           | 2011     |
| Copiapoa longistaminea                | nicht gefährdet           | 2011     |
| Copiapoa marginata                    | potentiell gefährdet      | 2011     |
| Copiapoa megarhiza                    | gefährdet                 | 2011     |
| Copiapoa montana                      | nicht gefährdet           | 2011     |
| Copiapoa serpentisulcata              | stark gefährdet           | 2011     |
| Copiapoa solaris                      | stark gefährdet           | 2011     |
| Copiapoa taltalensis                  | stark gefährdet           | 2011     |
| Corryocactus apiciflorus              | keine ausreichenden Daten | 2011     |
| Corryocactus aureus                   | keine ausreichenden Daten | 2011     |
| Corryocactus ayacuchoensis            | stark gefährdet           | 2011     |
| Corryocactus brachypetalus            | stark gefährdet           | 2011     |
| Corryocactus brevistylus              | nicht gefährdet           | 2011     |
| Corryocactus chachapoyensis           | nicht gefährdet           | 2011     |
| Corryocactus erectus                  | gefährdet                 | 2011     |
| Corryocactus melanotrichus            | nicht gefährdet           | 2010     |
| Corryocactus pulquinensis             | stark gefährdet           | 2010     |
| Corryocactus quadrangularis           | keine ausreichenden Daten | 2011     |
| Corryocactus serpens                  | keine ausreichenden Daten | 2011     |
| Corryocactus squarrosus               | keine ausreichenden Daten | 2011     |
| Corryocactus tarijensis               | stark gefährdet           | 2010     |
| Corynopuntia aggeria                  | nicht gefährdet           | 2009     |
| Corynopuntia bulbispina               | stark gefährdet           | 2009     |
| Corynopuntia clavata                  | nicht gefährdet           | 2009     |
| Corynopuntia emoryi                   | nicht gefährdet           | 2009     |
| Corynopuntia grahamii                 | nicht gefährdet           | 2009     |
| Corynopuntia invicta                  | nicht gefährdet           | 2010     |
| Corynopuntia kunzei                   | nicht gefährdet           | 2010     |
| Corynopuntia marenae                  | potentiell gefährdet      | 2010     |
| Corynopuntia moelleri                 | nicht gefährdet           | 2009     |
| Corynopuntia parishiorum              | nicht gefährdet           | 2010     |
| Corynopuntia pulchella                | nicht gefährdet           | 2010     |
| Corynopuntia reflexispina             | vom Aussterben bedroht    | 2010     |
| Corynopuntia schottii                 | nicht gefährdet           | 2009     |
| Corynopuntia vilis                    | nicht gefährdet           | 2009     |
| Coryphantha clavata                   | nicht gefährdet           | 2009     |
| Coryphantha compacta                  | nicht gefährdet           | 2009     |
| Coryphantha cornifera                 | nicht gefährdet           | 2009     |
| Coryphantha delaetiana                | nicht gefährdet           | 2009     |
| Coryphantha delicata                  | nicht gefährdet           | 2009     |
| Coryphantha difficilis                | nicht gefährdet           | 2009     |
| Coryphantha durangensis               | nicht gefährdet           | 2009     |
| Coryphantha echinoidea                | nicht gefährdet           | 2009     |
| Coryphantha echinus                   | nicht gefährdet           | 2009     |
| Coryphantha elephantidens             | nicht gefährdet           | 2009     |
| Coryphantha erecta                    | nicht gefährdet           | 2009     |
| Coryphantha georgii                   | nicht gefährdet           | 2009     |
| Coryphantha glanduligera              | nicht gefährdet           | 2009     |
| Coryphantha glassii                   | nicht gefährdet           | 2009     |
| Coryphantha gracilis                  | nicht gefährdet           | 2009     |
| Coryphantha hintoniorum               | gefährdet                 | 2009     |
| Coryphantha jalpanensis               | nicht gefährdet           | 2009     |
| Coryphantha kracikii                  | keine ausreichenden Daten | 2013     |
| Coryphantha longicornis               | nicht gefährdet           | 2009     |
| Coryphantha macromeris                | nicht gefährdet           | 2009     |
| Coryphantha maiz-tablasensis          | stark gefährdet           | 2009     |
| Coryphantha neglecta                  | nicht gefährdet           | 2009     |
| Coryphantha nickelsiae                | nicht gefährdet           | 2009     |
| Coryphantha octacantha                | nicht gefährdet           | 2009     |
| Coryphantha ottonis                   | nicht gefährdet           | 2009     |
| Coryphantha pallida                   | nicht gefährdet           | 2009     |
| Coryphantha poselgeriana              | nicht gefährdet           | 2009     |
| Coryphantha potosiana                 | vom Aussterben bedroht    | 2009     |
| Coryphantha pseudoechinus             | nicht gefährdet           | 2009     |
| Coryphantha pseudonickelsiae          | nicht gefährdet           | 2013     |
| Coryphantha pulleineana               | stark gefährdet           | 2009     |
| Coryphantha pycnacantha               | stark gefährdet           | 2009     |
| Coryphantha ramillosa                 | nicht gefährdet           | 2009     |
| Coryphantha recurvata                 | nicht gefährdet           | 2010     |
| Coryphantha retusa                    | keine ausreichenden Daten | 2009     |
| Coryphantha robustispina              | nicht gefährdet           | 2009     |
| Coryphantha salinensis                | nicht gefährdet           | 2013     |
| Coryphantha sulcata                   | nicht gefährdet           | 2009     |
| Coryphantha tripugionacantha          | nicht gefährdet           | 2013     |
| Coryphantha vogtherriana              | nicht gefährdet           | 2009     |
| Coryphantha werdermannii              | nicht gefährdet           | 2009     |
| Coryphantha wohlschlageri             | nicht gefährdet           | 2009     |
| Cumarinia odorata                     | nicht gefährdet           | 2009     |
| Cumulopuntia boliviana                | nicht gefährdet           | 2010     |
| Cumulopuntia chichensis               | nicht gefährdet           | 2010     |
| Cumulopuntia rossiana                 | nicht gefährdet           | 2010     |
| Cumulopuntia sphaerica                | nicht gefährdet           | 2011     |
| Cylindropuntia abyssi                 | nicht gefährdet           | 2010     |
| Cylindropuntia acanthocarpa           | nicht gefährdet           | 2010     |
| Cylindropuntia alcahes                | nicht gefährdet           | 2010     |
| Cylindropuntia anteojoensis           | gefährdet                 | 2009     |
| Cylindropuntia arbuscula              | nicht gefährdet           | 2010     |
| Cylindropuntia bigelovii              | nicht gefährdet           | 2010     |
| Cylindropuntia californica            | nicht gefährdet           | 2010     |
| Cylindropuntia calmalliana            | nicht gefährdet           | 2010     |
| Cylindropuntia caribaea               | nicht gefährdet           | 2011     |
| Cylindropuntia cholla                 | nicht gefährdet           | 2010     |
| Cylindropuntia davisii                | nicht gefährdet           | 2009     |
| Cylindropuntia delgadilloana          | nicht gefährdet           | 2010     |
| Cylindropuntia echinocarpa            | nicht gefährdet           | 2010     |
| Cylindropuntia fulgida                | nicht gefährdet           | 2010     |
| Cylindropuntia ganderi                | nicht gefährdet           | 2010     |
| Cylindropuntia hystrix                | vom Aussterben bedroht    | 2011     |
| Cylindropuntia imbricata              | nicht gefährdet           | 2009     |
| Cylindropuntia kleiniae               | nicht gefährdet           | 2009     |
| Cylindropuntia leptocaulis            | nicht gefährdet           | 2009     |
| Cylindropuntia lindsayi               | nicht gefährdet           | 2010     |
| Cylindropuntia molesta                | nicht gefährdet           | 2010     |
| Cylindropuntia multigeniculata        | nicht gefährdet           | 2010     |
| Cylindropuntia munzii                 | nicht gefährdet           | 2010     |
| Cylindropuntia prolifera              | nicht gefährdet           | 2010     |
| Cylindropuntia ramosissima            | nicht gefährdet           | 2010     |
| Cylindropuntia rosea                  | keine ausreichenden Daten | 2009     |
| Cylindropuntia sanfelipensis          | nicht gefährdet           | 2010     |
| Cylindropuntia santamaria             | gefährdet                 | 2010     |
| Cylindropuntia spinosior              | nicht gefährdet           | 2009     |
| Cylindropuntia tesajo                 | nicht gefährdet           | 2010     |
| Cylindropuntia thurberi               | nicht gefährdet           | 2010     |
| Cylindropuntia tunicata               | nicht gefährdet           | 2009     |
| Cylindropuntia versicolor             | nicht gefährdet           | 2010     |
| Cylindropuntia whipplei               | nicht gefährdet           | 2010     |
| Cylindropuntia wolfii                 | nicht gefährdet           | 2010     |
| Dendrocereus nudiflorus               | stark gefährdet           | 2011     |
| Dendrocereus undulosus                | keine ausreichenden Daten | 2011     |
| Denmoza rhodacantha                   | nicht gefährdet           | 2010     |
| Discocactus bahiensis                 | gefährdet                 | 2010     |
| Discocactus boliviensis               | gefährdet                 | 2010     |
| Discocactus cangaensis                | vom Aussterben bedroht    | 2010     |
| Discocactus catingicola               | nicht gefährdet           | 2010     |
| Discocactus cephaliaciculosus         | nicht gefährdet           | 2010     |
| Discocactus diersianus                | stark gefährdet           | 2010     |
| Discocactus ferricola                 | stark gefährdet           | 2010     |
| Discocactus hartmannii                | vom Aussterben bedroht    | 2010     |
| Discocactus heptacanthus              | potentiell gefährdet      | 2010     |
| Discocactus horstii                   | gefährdet                 | 2010     |
| Discocactus petr-halfari              | vom Aussterben bedroht    | 2010     |
| Discocactus placentiformis            | nicht gefährdet           | 2010     |
| Discocactus pseudoinsignis            | stark gefährdet           | 2010     |
| Discocactus subterraneo-proliferans   | vom Aussterben bedroht    | 2010     |
| Discocactus zehntneri                 | potentiell gefährdet      | 2010     |
| Disocactus ackermannii                | nicht gefährdet           | 2009     |
| Disocactus biformis                   | stark gefährdet           | 2009     |
| Disocactus eichlamii                  | stark gefährdet           | 2009     |
| Disocactus flagelliformis             | potentiell gefährdet      | 2009     |
| Disocactus macdougallii               | stark gefährdet           | 2009     |
| Disocactus macranthus                 | nicht gefährdet           | 2009     |
| Disocactus martianus                  | potentiell gefährdet      | 2009     |
| Disocactus nelsonii                   | nicht gefährdet           | 2009     |
| Disocactus phyllanthoides             | gefährdet                 | 2009     |
| Disocactus quezaltecus                | nicht gefährdet           | 2009     |
| Disocactus speciosus                  | nicht gefährdet           | 2009     |
| Echinocactus grusonii                 | stark gefährdet           | 2009     |
| Echinocactus horizonthalonius         | nicht gefährdet           | 2009     |
| Echinocactus parryi                   | potentiell gefährdet      | 2009     |
| Echinocactus platyacanthus            | potentiell gefährdet      | 2009     |
| Echinocactus polycephalus             | nicht gefährdet           | 2010     |
| Echinocactus texensis                 | nicht gefährdet           | 2009     |
| Echinocereus acifer                   | nicht gefährdet           | 2009     |
| Echinocereus adustus                  | nicht gefährdet           | 2009     |
| Echinocereus arizonicus               | nicht gefährdet           | 2012     |
| Echinocereus barthelowanus            | stark gefährdet           | 2012     |
| Echinocereus berlandieri              | nicht gefährdet           | 2009     |
| Echinocereus bonkerae                 | nicht gefährdet           | 2010     |
| Echinocereus brandegeei               | nicht gefährdet           | 2012     |
| Echinocereus bristolii                | nicht gefährdet           | 2010     |
| Echinocereus chisosensis              | stark gefährdet           | 2009     |
| Echinocereus cinerascens              | nicht gefährdet           | 2009     |
| Echinocereus coccineus                | nicht gefährdet           | 2009     |
| Echinocereus dasyacanthus             | nicht gefährdet           | 2009     |
| Echinocereus engelmannii              | nicht gefährdet           | 2010     |
| Echinocereus enneacanthus             | nicht gefährdet           | 2009     |
| Echinocereus fasciculatus             | nicht gefährdet           | 2010     |
| Echinocereus fendleri                 | nicht gefährdet           | 2009     |
| Echinocereus ferreirianus             | nicht gefährdet           | 2012     |
| Echinocereus freudenbergeri           | keine ausreichenden Daten | 2009     |
| Echinocereus grandis                  | nicht gefährdet           | 2010     |
| Echinocereus klapperi                 | keine ausreichenden Daten | 2010     |
| Echinocereus knippelianus             | nicht gefährdet           | 2009     |
| Echinocereus laui                     | nicht gefährdet           | 2010     |
| Echinocereus ledingii                 | nicht gefährdet           | 2010     |
| Echinocereus leucanthus               | stark gefährdet           | 2010     |
| Echinocereus longisetus               | nicht gefährdet           | 2009     |
| Echinocereus mapimiensis              | gefährdet                 | 2009     |
| Echinocereus maritimus                | gefährdet                 | 2012     |
| Echinocereus metornii                 | keine ausreichenden Daten | 2009     |
| Echinocereus mombergerianus           | keine ausreichenden Daten | 2012     |
| Echinocereus nicholii                 | nicht gefährdet           | 2010     |
| Echinocereus nivosus                  | vom Aussterben bedroht    | 2009     |
| Echinocereus ortegae                  | keine ausreichenden Daten | 2012     |
| Echinocereus pacificus                | nicht gefährdet           | 2010     |
| Echinocereus palmeri                  | nicht gefährdet           | 2009     |
| Echinocereus pamanesiorum             | nicht gefährdet           | 2009     |
| Echinocereus papillosus               | nicht gefährdet           | 2009     |
| Echinocereus parkeri                  | nicht gefährdet           | 2009     |
| Echinocereus pectinatus               | nicht gefährdet           | 2009     |
| Echinocereus pensilis                 | nicht gefährdet           | 2010     |
| Echinocereus pentalophus              | nicht gefährdet           | 2009     |
| Echinocereus polyacanthus             | nicht gefährdet           | 2010     |
| Echinocereus poselgeri                | nicht gefährdet           | 2009     |
| Echinocereus primolanatus             | nicht gefährdet           | 2009     |
| Echinocereus pseudopectinatus         | nicht gefährdet           | 2010     |
| Echinocereus pulchellus               | gefährdet                 | 2009     |
| Echinocereus rayonesensis             | nicht gefährdet           | 2009     |
| Echinocereus reichenbachii            | nicht gefährdet           | 2009     |
| Echinocereus rigidissimus             | nicht gefährdet           | 2009     |
| Echinocereus russanthus               | nicht gefährdet           | 2009     |
| Echinocereus salm-dyckianus           | keine ausreichenden Daten | 2012     |
| Echinocereus santaritensis            | nicht gefährdet           | 2010     |
| Echinocereus scheeri                  | nicht gefährdet           | 2010     |
| Echinocereus schereri                 | keine ausreichenden Daten | 2009     |
| Echinocereus schmollii                | stark gefährdet           | 2009     |
| Echinocereus sciurus                  | stark gefährdet           | 2012     |
| Echinocereus scopulorum               | nicht gefährdet           | 2010     |
| Echinocereus spinigemmatus            | nicht gefährdet           | 2009     |
| Echinocereus stoloniferus             | nicht gefährdet           | 2010     |
| Echinocereus stramineus               | nicht gefährdet           | 2009     |
| Echinocereus subinermis               | keine ausreichenden Daten | 2012     |
| Echinocereus triglochidiatus          | nicht gefährdet           | 2009     |
| Echinocereus viereckii                | nicht gefährdet           | 2013     |
| Echinocereus viridiflorus             | nicht gefährdet           | 2009     |
| Echinocereus websterianus             | potentiell gefährdet      | 2010     |
| Echinopsis albispinosa                | gefährdet                 | 2010     |
| Echinopsis ancistrophora              | gefährdet                 | 2010     |
| Echinopsis angelesiae                 | stark gefährdet           | 2010     |
| Echinopsis arachnacantha              | nicht gefährdet           | 2010     |
| Echinopsis arboricola                 | keine ausreichenden Daten | 2012     |
| Echinopsis atacamensis                | potentiell gefährdet      | 2011     |
| Echinopsis aurea                      | nicht gefährdet           | 2010     |
| Echinopsis ayopayana                  | potentiell gefährdet      | 2010     |
| Echinopsis backebergii                | gefährdet                 | 2011     |
| Echinopsis bolligeriana               | stark gefährdet           | 2011     |
| Echinopsis breviflora                 | nicht gefährdet           | 2012     |
| Echinopsis bridgesii                  | nicht gefährdet           | 2010     |
| Echinopsis caineana                   | potentiell gefährdet      | 2010     |
| Echinopsis calochlora                 | nicht gefährdet           | 2012     |
| Echinopsis calorubra                  | nicht gefährdet           | 2010     |
| Echinopsis camarguensis               | nicht gefährdet           | 2010     |
| Echinopsis candicans                  | nicht gefährdet           | 2010     |
| Echinopsis caulescens                 | stark gefährdet           | 2010     |
| Echinopsis chamaecereus               | keine ausreichenden Daten | 2012     |
| Echinopsis chiloensis                 | nicht gefährdet           | 2011     |
| Echinopsis chrysantha                 | gefährdet                 | 2010     |
| Echinopsis chrysochete                | nicht gefährdet           | 2010     |
| Echinopsis cinnabarina                | nicht gefährdet           | 2010     |
| Echinopsis clavata                    | keine ausreichenden Daten | 2012     |
| Echinopsis coquimbana                 | stark gefährdet           | 2011     |
| Echinopsis cuzcoensis                 | nicht gefährdet           | 2011     |
| Echinopsis densispina                 | nicht gefährdet           | 2010     |
| Echinopsis deserticola                | nicht gefährdet           | 2011     |
| Echinopsis famatinensis               | gefährdet                 | 2010     |
| Echinopsis ferox                      | nicht gefährdet           | 2010     |
| Echinopsis formosa                    | nicht gefährdet           | 2010     |
| Echinopsis glauca                     | keine ausreichenden Daten | 2011     |
| Echinopsis haematacantha              | nicht gefährdet           | 2010     |
| Echinopsis hahniana                   | keine ausreichenden Daten | 2010     |
| Echinopsis hertrichiana               | stark gefährdet           | 2011     |
| Echinopsis huascha                    | nicht gefährdet           | 2010     |
| Echinopsis jajoana                    | nicht gefährdet           | 2010     |
| Echinopsis lageniformis               | nicht gefährdet           | 2010     |
| Echinopsis lateritia                  | nicht gefährdet           | 2010     |
| Echinopsis leucantha                  | nicht gefährdet           | 2010     |
| Echinopsis mamillosa                  | nicht gefährdet           | 2010     |
| Echinopsis marsoneri                  | nicht gefährdet           | 2010     |
| Echinopsis maximiliana                | nicht gefährdet           | 2010     |
| Echinopsis mirabilis                  | nicht gefährdet           | 2010     |
| Echinopsis obrepanda                  | nicht gefährdet           | 2010     |
| Echinopsis oligotricha                | stark gefährdet           | 2010     |
| Echinopsis oxygona                    | nicht gefährdet           | 2010     |
| Echinopsis pachanoi                   | nicht gefährdet           | 2011     |
| Echinopsis pampana                    | stark gefährdet           | 2011     |
| Echinopsis pamparuizii                | nicht gefährdet           | 2010     |
| Echinopsis pentlandii                 | nicht gefährdet           | 2010     |
| Echinopsis peruviana                  | nicht gefährdet           | 2011     |
| Echinopsis pugionacantha              | nicht gefährdet           | 2010     |
| Echinopsis quadratiumbonata           | nicht gefährdet           | 2010     |
| Echinopsis rhodotricha                | nicht gefährdet           | 2010     |
| Echinopsis rojasii                    | nicht gefährdet           | 2010     |
| Echinopsis rowleyi                    | nicht gefährdet           | 2010     |
| Echinopsis saltensis                  | nicht gefährdet           | 2010     |
| Echinopsis schickendantzii            | nicht gefährdet           | 2010     |
| Echinopsis schieliana                 | nicht gefährdet           | 2010     |
| Echinopsis spiniflora                 | nicht gefährdet           | 2010     |
| Echinopsis stilowiana                 | nicht gefährdet           | 2010     |
| Echinopsis strigosa                   | nicht gefährdet           | 2010     |
| Echinopsis tacaquirensis              | nicht gefährdet           | 2010     |
| Echinopsis tarijensis                 | nicht gefährdet           | 2012     |
| Echinopsis tegeleriana                | nicht gefährdet           | 2011     |
| Echinopsis terscheckii                | gefährdet                 | 2010     |
| Echinopsis thelegona                  | gefährdet                 | 2010     |
| Echinopsis thelegonoides              | gefährdet                 | 2012     |
| Echinopsis thionantha                 | nicht gefährdet           | 2010     |
| Echinopsis tiegeliana                 | nicht gefährdet           | 2010     |
| Echinopsis tunariensis                | nicht gefährdet           | 2012     |
| Echinopsis vasquezii                  | potentiell gefährdet      | 2012     |
| Echinopsis volliana                   | nicht gefährdet           | 2010     |
| Echinopsis walteri                    | vom Aussterben bedroht    | 2010     |
| Echinopsis werdermanniana             | nicht gefährdet           | 2010     |
| Echinopsis yuquina                    | nicht gefährdet           | 2010     |
| Epiphyllum anguliger                  | nicht gefährdet           | 2009     |
| Epiphyllum baueri                     | keine ausreichenden Daten | 2011     |
| Epiphyllum cartagense                 | nicht gefährdet           | 2009     |
| Epiphyllum crenatum                   | nicht gefährdet           | 2009     |
| Epiphyllum grandilobum                | potentiell gefährdet      | 2009     |
| Epiphyllum hookeri                    | nicht gefährdet           | 2009     |
| Epiphyllum lepidocarpum               | stark gefährdet           | 2009     |
| Epiphyllum oxypetalum                 | nicht gefährdet           | 2009     |
| Epiphyllum phyllanthus                | nicht gefährdet           | 2010     |
| Epiphyllum pumilum                    | nicht gefährdet           | 2009     |
| Epiphyllum thomasianum                | nicht gefährdet           | 2009     |
| Epithelantha bokei                    | nicht gefährdet           | 2009     |
| Epithelantha micromeris               | nicht gefährdet           | 2009     |
| Eriosyce aspillagae                   | stark gefährdet           | 2011     |
| Eriosyce aurata                       | nicht gefährdet           | 2011     |
| Eriosyce bulbocalyx                   | nicht gefährdet           | 2010     |
| Eriosyce calderana                    | stark gefährdet           | 2011     |
| Eriosyce chilensis                    | vom Aussterben bedroht    | 2011     |
| Eriosyce confinis                     | gefährdet                 | 2011     |
| Eriosyce crispa                       | stark gefährdet           | 2011     |
| Eriosyce curvispina                   | nicht gefährdet           | 2011     |
| Eriosyce engleri                      | nicht gefährdet           | 2011     |
| Eriosyce eriosyzoides                 | nicht gefährdet           | 2011     |
| Eriosyce esmeraldana                  | stark gefährdet           | 2011     |
| Eriosyce garaventae                   | nicht gefährdet           | 2011     |
| Eriosyce heinrichiana                 | nicht gefährdet           | 2011     |
| Eriosyce iquiquensis                  | stark gefährdet           | 2011     |
| Eriosyce islayensis                   | potentiell gefährdet      | 2011     |
| Eriosyce laui                         | vom Aussterben bedroht    | 2011     |
| Eriosyce megliolii                    | nicht gefährdet           | 2010     |
| Eriosyce napina                       | gefährdet                 | 2011     |
| Eriosyce occulta                      | stark gefährdet           | 2011     |
| Eriosyce odieri                       | gefährdet                 | 2011     |
| Eriosyce paucicostata                 | nicht gefährdet           | 2011     |
| Eriosyce recondita                    | gefährdet                 | 2011     |
| Eriosyce rodentiophila                | gefährdet                 | 2011     |
| Eriosyce senilis                      | gefährdet                 | 2011     |
| Eriosyce simulans                     | stark gefährdet           | 2011     |
| Eriosyce sociabilis                   | stark gefährdet           | 2011     |
| Eriosyce strausiana                   | nicht gefährdet           | 2010     |
| Eriosyce subgibbosa                   | nicht gefährdet           | 2011     |
| Eriosyce taltalensis                  | gefährdet                 | 2011     |
| Eriosyce umadeave                     | stark gefährdet           | 2010     |
| Eriosyce villicumensis                | nicht gefährdet           | 2012     |
| Eriosyce villosa                      | nicht gefährdet           | 2011     |
| Escobaria alversonii                  | nicht gefährdet           | 2010     |
| Escobaria chihuahuensis               | nicht gefährdet           | 2009     |
| Escobaria cubensis                    | stark gefährdet           | 2011     |
| Escobaria dasyacantha                 | nicht gefährdet           | 2009     |
| Escobaria duncanii                    | nicht gefährdet           | 2009     |
| Escobaria emskoetteriana              | nicht gefährdet           | 2009     |
| Escobaria hesteri                     | nicht gefährdet           | 2009     |
| Escobaria laredoi                     | keine ausreichenden Daten | 2013     |
| Escobaria lloydii                     | keine ausreichenden Daten | 2013     |
| Escobaria minima                      | nicht gefährdet           | 2009     |
| Escobaria missouriensis               | nicht gefährdet           | 2009     |
| Escobaria robbinsorum                 | gefährdet                 | 2010     |
| Escobaria sneedii                     | nicht gefährdet           | 2009     |
| Escobaria tuberculosa                 | nicht gefährdet           | 2009     |
| Escobaria vivipara                    | nicht gefährdet           | 2009     |
| Escobaria zilziana                    | keine ausreichenden Daten | 2013     |
| Escontria chiotilla                   | nicht gefährdet           | 2009     |
| Espostoa blossfeldiorum               | nicht gefährdet           | 2011     |
| Espostoa calva                        | nicht gefährdet           | 2011     |
| Espostoa frutescens                   | potentiell gefährdet      | 2011     |
| Espostoa guentheri                    | potentiell gefährdet      | 2010     |
| Espostoa hylaea                       | nicht gefährdet           | 2011     |
| Espostoa lanata                       | nicht gefährdet           | 2011     |
| Espostoa melanostele                  | nicht gefährdet           | 2011     |
| Espostoa mirabilis                    | nicht gefährdet           | 2011     |
| Espostoa senilis                      | nicht gefährdet           | 2011     |
| Espostoa superba                      | keine ausreichenden Daten | 2011     |
| Espostoa utcubambensis                | nicht gefährdet           | 2011     |
| Espostoopsis dybowskii                | gefährdet                 | 2010     |
| Estevesia alex-bragae                 | vom Aussterben bedroht    | 2010     |
| Eulychnia acida                       | nicht gefährdet           | 2011     |
| Eulychnia breviflora                  | nicht gefährdet           | 2011     |
| Eulychnia castanea                    | nicht gefährdet           | 2011     |
| Eulychnia iquiquensis                 | nicht gefährdet           | 2011     |
| Facheiroa cephaliomelana              | gefährdet                 | 2010     |
| Facheiroa squamosa                    | nicht gefährdet           | 2010     |
| Facheiroa ulei                        | nicht gefährdet           | 2010     |
| Ferocactus alamosanus                 | potentiell gefährdet      | 2010     |
| Ferocactus chrysacanthus              | stark gefährdet           | 2012     |
| Ferocactus cylindraceus               | nicht gefährdet           | 2010     |
| Ferocactus diguetii                   | nicht gefährdet           | 2012     |
| Ferocactus echidne                    | nicht gefährdet           | 2009     |
| Ferocactus emoryi                     | nicht gefährdet           | 2010     |
| Ferocactus flavovirens                | stark gefährdet           | 2009     |
| Ferocactus fordii                     | gefährdet                 | 2012     |
| Ferocactus glaucescens                | nicht gefährdet           | 2009     |
| Ferocactus gracilis                   | nicht gefährdet           | 2012     |
| Ferocactus haematacanthus             | stark gefährdet           | 2009     |
| Ferocactus hamatacanthus              | nicht gefährdet           | 2009     |
| Ferocactus herrerae                   | gefährdet                 | 2010     |
| Ferocactus histrix                    | potentiell gefährdet      | 2009     |
| Ferocactus johnstonianus              | nicht gefährdet           | 2012     |
| Ferocactus latispinus                 | nicht gefährdet           | 2009     |
| Ferocactus lindsayi                   | nicht gefährdet           | 2012     |
| Ferocactus macrodiscus                | gefährdet                 | 2009     |
| Ferocactus peninsulae                 | nicht gefährdet           | 2012     |
| Ferocactus pilosus                    | nicht gefährdet           | 2009     |
| Ferocactus pottsii                    | potentiell gefährdet      | 2010     |
| Ferocactus robustus                   | gefährdet                 | 2009     |
| Ferocactus schwarzii                  | keine ausreichenden Daten | 2012     |
| Ferocactus tiburonensis               | gefährdet                 | 2010     |
| Ferocactus viridescens                | nicht gefährdet           | 2010     |
| Ferocactus wislizeni                  | gefährdet                 | 2010     |
| Frailea buenekeri                     | stark gefährdet           | 2010     |
| Frailea castanea                      | nicht gefährdet           | 2010     |
| Frailea cataphracta                   | potentiell gefährdet      | 2010     |
| Frailea chiquitana                    | keine ausreichenden Daten | 2013     |
| Frailea curvispina                    | stark gefährdet           | 2010     |
| Frailea fulviseta                     | stark gefährdet           | 2010     |
| Frailea gracillima                    | gefährdet                 | 2010     |
| Frailea mammifera                     | stark gefährdet           | 2010     |
| Frailea phaeodisca                    | gefährdet                 | 2010     |
| Frailea pumila                        | nicht gefährdet           | 2010     |
| Frailea pygmaea                       | nicht gefährdet           | 2010     |
| Frailea schilinzkyana                 | gefährdet                 | 2010     |
| Geohintonia mexicana                  | potentiell gefährdet      | 2009     |
| Grusonia bradtiana                    | nicht gefährdet           | 2009     |
| Grusonia robertsii                    | keine ausreichenden Daten | 2010     |
| Gymnocalycium albiareolatum           | vom Aussterben bedroht    | 2010     |
| Gymnocalycium amerhauseri             | stark gefährdet           | 2010     |
| Gymnocalycium andreae                 | nicht gefährdet           | 2010     |
| Gymnocalycium anisitsii               | nicht gefährdet           | 2010     |
| Gymnocalycium baldianum               | nicht gefährdet           | 2010     |
| Gymnocalycium bayrianum               | nicht gefährdet           | 2010     |
| Gymnocalycium berchtii                | nicht gefährdet           | 2010     |
| Gymnocalycium bodenbenderianum        | nicht gefährdet           | 2010     |
| Gymnocalycium bruchii                 | nicht gefährdet           | 2010     |
| Gymnocalycium calochlorum             | nicht gefährdet           | 2010     |
| Gymnocalycium capillaense             | nicht gefährdet           | 2010     |
| Gymnocalycium castellanosii           | nicht gefährdet           | 2010     |
| Gymnocalycium chiquitanum             | keine ausreichenden Daten | 2012     |
| Gymnocalycium denudatum               | stark gefährdet           | 2010     |
| Gymnocalycium erinaceum               | nicht gefährdet           | 2010     |
| Gymnocalycium eurypleurum             | nicht gefährdet           | 2010     |
| Gymnocalycium gibbosum                | nicht gefährdet           | 2010     |
| Gymnocalycium glaucum                 | nicht gefährdet           | 2010     |
| Gymnocalycium horstii                 | stark gefährdet           | 2010     |
| Gymnocalycium hossei                  | nicht gefährdet           | 2010     |
| Gymnocalycium hyptiacanthum           | nicht gefährdet           | 2011     |
| Gymnocalycium kieslingii              | nicht gefährdet           | 2010     |
| Gymnocalycium kroenleinii             | nicht gefährdet           | 2010     |
| Gymnocalycium marianae                | gefährdet                 | 2010     |
| Gymnocalycium marsoneri               | nicht gefährdet           | 2010     |
| Gymnocalycium mesopotamicum           | nicht gefährdet           | 2011     |
| Gymnocalycium mihanovichii            | nicht gefährdet           | 2010     |
| Gymnocalycium monvillei               | nicht gefährdet           | 2010     |
| Gymnocalycium mostii                  | nicht gefährdet           | 2010     |
| Gymnocalycium neuhuberi               | vom Aussterben bedroht    | 2010     |
| Gymnocalycium nigriareolatum          | nicht gefährdet           | 2010     |
| Gymnocalycium ochoterenae             | nicht gefährdet           | 2010     |
| Gymnocalycium oenanthemum             | stark gefährdet           | 2010     |
| Gymnocalycium paraguayense            | gefährdet                 | 2010     |
| Gymnocalycium pflanzii                | nicht gefährdet           | 2010     |
| Gymnocalycium pugionacanthum          | nicht gefährdet           | 2010     |
| Gymnocalycium ragonesei               | vom Aussterben bedroht    | 2010     |
| Gymnocalycium reductum                | nicht gefährdet           | 2012     |
| Gymnocalycium rhodantherum            | nicht gefährdet           | 2010     |
| Gymnocalycium ritterianum             | nicht gefährdet           | 2010     |
| Gymnocalycium robustum                | nicht gefährdet           | 2010     |
| Gymnocalycium saglionis               | nicht gefährdet           | 2010     |
| Gymnocalycium schickendantzii         | nicht gefährdet           | 2010     |
| Gymnocalycium schroederianum          | nicht gefährdet           | 2010     |
| Gymnocalycium spegazzinii             | nicht gefährdet           | 2010     |
| Gymnocalycium stellatum               | nicht gefährdet           | 2010     |
| Gymnocalycium stenopleurum            | nicht gefährdet           | 2010     |
| Gymnocalycium striglianum             | nicht gefährdet           | 2011     |
| Gymnocalycium taningaense             | nicht gefährdet           | 2010     |
| Gymnocalycium uebelmannianum          | nicht gefährdet           | 2010     |
| Gymnocalycium uruguayense             | gefährdet                 | 2010     |
| Haageocereus acranthus                | nicht gefährdet           | 2011     |
| Haageocereus chilensis                | nicht gefährdet           | 2011     |
| Haageocereus decumbens                | nicht gefährdet           | 2011     |
| Haageocereus pacalaensis              | vom Aussterben bedroht    | 2011     |
| Haageocereus platinospinus            | nicht gefährdet           | 2011     |
| Haageocereus pseudomelanostele        | nicht gefährdet           | 2011     |
| Haageocereus pseudoversicolor         | nicht gefährdet           | 2011     |
| Haageocereus tenuis                   | vom Aussterben bedroht    | 2011     |
| Haageocereus versicolor               | nicht gefährdet           | 2011     |
| Harrisia adscendens                   | nicht gefährdet           | 2010     |
| Harrisia balansae                     | nicht gefährdet           | 2012     |
| Harrisia eriophora                    | nicht gefährdet           | 2011     |
| Harrisia gracilis                     | nicht gefährdet           | 2011     |
| Harrisia martinii                     | nicht gefährdet           | 2010     |
| Harrisia pomanensis                   | nicht gefährdet           | 2010     |
| Harrisia regelii                      | nicht gefährdet           | 2010     |
| Harrisia tetracantha                  | nicht gefährdet           | 2010     |
| Harrisia tortuosa                     | nicht gefährdet           | 2010     |
| Hatiora cylindrica                    | stark gefährdet           | 2010     |
| Hatiora epiphylloides                 | stark gefährdet           | 2010     |
| Hatiora gaertneri                     | gefährdet                 | 2010     |
| Hatiora herminiae                     | stark gefährdet           | 2010     |
| Hatiora rosea                         | potentiell gefährdet      | 2010     |
| Hatiora salicornioides                | nicht gefährdet           | 2010     |
| Hylocereus calcaratus                 | stark gefährdet           | 2009     |
| Hylocereus costaricensis              | nicht gefährdet           | 2009     |
| Hylocereus escuintlensis              | vom Aussterben bedroht    | 2009     |
| Hylocereus extensus                   | keine ausreichenden Daten | 2011     |
| Hylocereus guatemalensis              | nicht gefährdet           | 2009     |
| Hylocereus megalanthus                | nicht gefährdet           | 2011     |
| Hylocereus minutiflorus               | gefährdet                 | 2009     |
| Hylocereus monacanthus                | nicht gefährdet           | 2011     |
| Hylocereus ocamponis                  | nicht gefährdet           | 2009     |
| Hylocereus setaceus                   | nicht gefährdet           | 2010     |
| Hylocereus stenopterus                | gefährdet                 | 2009     |
| Hylocereus triangularis               | nicht gefährdet           | 2013     |
| Hylocereus tricae                     | keine ausreichenden Daten | 2012     |
| Hylocereus undatus                    | keine ausreichenden Daten | 2009     |
| Jasminocereus thouarsii               | nicht gefährdet           | 2005     |
| Lasiocereus fulvus                    | nicht gefährdet           | 2011     |
| Lasiocereus rupicola                  | nicht gefährdet           | 2011     |
| Leocereus bahiensis                   | nicht gefährdet           | 2010     |
| Lepismium cruciforme                  | nicht gefährdet           | 2010     |
| Lepismium houlletianum                | nicht gefährdet           | 2010     |
| Lepismium incachacanum                | nicht gefährdet           | 2010     |
| Lepismium lorentzianum                | nicht gefährdet           | 2010     |
| Lepismium lumbricoides                | nicht gefährdet           | 2010     |
| Lepismium warmingianum                | nicht gefährdet           | 2010     |
| Leptocereus arboreus                  | stark gefährdet           | 2011     |
| Leptocereus assurgens                 | nicht gefährdet           | 2011     |
| Leptocereus carinatus                 | vom Aussterben bedroht    | 2011     |
| Leptocereus grantianus                | vom Aussterben bedroht    | 2011     |
| Leptocereus leonii                    | vom Aussterben bedroht    | 2011     |
| Leptocereus paniculatus               | gefährdet                 | 2011     |
| Leptocereus quadricostatus            | stark gefährdet           | 2011     |
| Leptocereus scopulophilus             | vom Aussterben bedroht    | 2011     |
| Leptocereus sylvestris                | potentiell gefährdet      | 2011     |
| Leptocereus weingartianus             | nicht gefährdet           | 2011     |
| Leptocereus wrightii                  | vom Aussterben bedroht    | 2011     |
| Leuchtenbergia principis              | nicht gefährdet           | 2009     |
| Lophophora diffusa                    | gefährdet                 | 2009     |
| Lophophora fricii                     | keine ausreichenden Daten | 2009     |
| Lophophora williamsii                 | gefährdet                 | 2009     |
| Maihuenia patagonica                  | nicht gefährdet           | 2010     |
| Maihuenia poeppigii                   | nicht gefährdet           | 2011     |
| Maihueniopsis archiconoidea           | keine ausreichenden Daten | 2011     |
| Maihueniopsis clavarioides            | potentiell gefährdet      | 2010     |
| Maihueniopsis conoidea                | nicht gefährdet           | 2011     |
| Maihueniopsis darwinii                | nicht gefährdet           | 2010     |
| Maihueniopsis glomerata               | nicht gefährdet           | 2010     |
| Maihueniopsis hypogaea                | nicht gefährdet           | 2010     |
| Maihueniopsis minuta                  | stark gefährdet           | 2010     |
| Maihueniopsis subterranea             | nicht gefährdet           | 2010     |
| Mammillaria albicans                  | nicht gefährdet           | 2012     |
| Mammillaria albicoma                  | stark gefährdet           | 2009     |
| Mammillaria albiflora                 | vom Aussterben bedroht    | 2009     |
| Mammillaria albilanata                | nicht gefährdet           | 2009     |
| Mammillaria anniana                   | vom Aussterben bedroht    | 2009     |
| Mammillaria armillata                 | gefährdet                 | 2012     |
| Mammillaria aureilanata               | stark gefährdet           | 2009     |
| Mammillaria backebergiana             | keine ausreichenden Daten | 2009     |
| Mammillaria barbata                   | nicht gefährdet           | 2009     |
| Mammillaria baumii                    | nicht gefährdet           | 2009     |
| Mammillaria beneckei                  | nicht gefährdet           | 2009     |
| Mammillaria berkiana                  | gefährdet                 | 2009     |
| Mammillaria blossfeldiana             | potentiell gefährdet      | 2012     |
| Mammillaria bocasana                  | nicht gefährdet           | 2009     |
| Mammillaria bocensis                  | gefährdet                 | 2010     |
| Mammillaria boelderliana              | keine ausreichenden Daten | 2009     |
| Mammillaria bombycina                 | gefährdet                 | 2010     |
| Mammillaria boolii                    | potentiell gefährdet      | 2010     |
| Mammillaria brandegeei                | nicht gefährdet           | 2012     |
| Mammillaria capensis                  | stark gefährdet           | 2012     |
| Mammillaria carmenae                  | vom Aussterben bedroht    | 2009     |
| Mammillaria carnea                    | nicht gefährdet           | 2009     |
| Mammillaria carretii                  | gefährdet                 | 2009     |
| Mammillaria cerralboa                 | nicht gefährdet           | 2012     |
| Mammillaria coahuilensis              | stark gefährdet           | 2009     |
| Mammillaria columbiana                | nicht gefährdet           | 2011     |
| Mammillaria compressa                 | nicht gefährdet           | 2009     |
| Mammillaria crinita                   | nicht gefährdet           | 2009     |
| Mammillaria crucigera                 | stark gefährdet           | 2009     |
| Mammillaria decipiens                 | nicht gefährdet           | 2009     |
| Mammillaria deherdtiana               | gefährdet                 | 2009     |
| Mammillaria densispina                | nicht gefährdet           | 2009     |
| Mammillaria dioica                    | nicht gefährdet           | 2010     |
| Mammillaria discolor                  | nicht gefährdet           | 2009     |
| Mammillaria dixanthocentron           | nicht gefährdet           | 2009     |
| Mammillaria duoformis                 | keine ausreichenden Daten | 2009     |
| Mammillaria duwei                     | vom Aussterben bedroht    | 2009     |
| Mammillaria eichlamii                 | stark gefährdet           | 2009     |
| Mammillaria ekmanii                   | keine ausreichenden Daten | 2011     |
| Mammillaria elongata                  | nicht gefährdet           | 2009     |
| Mammillaria eriacantha                | gefährdet                 | 2009     |
| Mammillaria erythrosperma             | nicht gefährdet           | 2009     |
| Mammillaria evermanniana              | nicht gefährdet           | 2012     |
| Mammillaria fittkaui                  | nicht gefährdet           | 2009     |
| Mammillaria flavicentra               | keine ausreichenden Daten | 2013     |
| Mammillaria formosa                   | nicht gefährdet           | 2009     |
| Mammillaria gasseriana                | stark gefährdet           | 2009     |
| Mammillaria geminispina               | nicht gefährdet           | 2009     |
| Mammillaria gigantea                  | keine ausreichenden Daten | 2009     |
| Mammillaria glassii                   | nicht gefährdet           | 2009     |
| Mammillaria glochidiata               | vom Aussterben bedroht    | 2013     |
| Mammillaria grahamii                  | nicht gefährdet           | 2009     |
| Mammillaria grusonii                  | nicht gefährdet           | 2009     |
| Mammillaria guelzowiana               | nicht gefährdet           | 2009     |
| Mammillaria guerreronis               | nicht gefährdet           | 2009     |
| Mammillaria guillauminiana            | keine ausreichenden Daten | 2013     |
| Mammillaria haageana                  | nicht gefährdet           | 2009     |
| Mammillaria hahniana                  | potentiell gefährdet      | 2009     |
| Mammillaria halbingeri                | keine ausreichenden Daten | 2009     |
| Mammillaria halei                     | gefährdet                 | 2010     |
| Mammillaria hernandezii               | stark gefährdet           | 2009     |
| Mammillaria herrerae                  | vom Aussterben bedroht    | 2009     |
| Mammillaria heyderi                   | nicht gefährdet           | 2009     |
| Mammillaria huitzilopochtli           | nicht gefährdet           | 2009     |
| Mammillaria humboldtii                | vom Aussterben bedroht    | 2009     |
| Mammillaria hutchisoniana             | nicht gefährdet           | 2009     |
| Mammillaria insularis                 | nicht gefährdet           | 2012     |
| Mammillaria jaliscana                 | gefährdet                 | 2009     |
| Mammillaria johnstonii                | stark gefährdet           | 2010     |
| Mammillaria karwinskiana              | nicht gefährdet           | 2009     |
| Mammillaria klissingiana              | nicht gefährdet           | 2009     |
| Mammillaria knippeliana               | keine ausreichenden Daten | 2013     |
| Mammillaria kraehenbuehlii            | nicht gefährdet           | 2009     |
| Mammillaria lasiacantha               | nicht gefährdet           | 2009     |
| Mammillaria laui                      | vom Aussterben bedroht    | 2009     |
| Mammillaria lenta                     | nicht gefährdet           | 2009     |
| Mammillaria linaresensis              | keine ausreichenden Daten | 2009     |
| Mammillaria longiflora                | nicht gefährdet           | 2009     |
| Mammillaria longimamma                | gefährdet                 | 2009     |
| Mammillaria luethyi                   | gefährdet                 | 2009     |
| Mammillaria magnifica                 | keine ausreichenden Daten | 2013     |
| Mammillaria magnimamma                | nicht gefährdet           | 2009     |
| Mammillaria mainiae                   | nicht gefährdet           | 2010     |
| Mammillaria mammillaris               | nicht gefährdet           | 2011     |
| Mammillaria manana                    | vom Aussterben bedroht    | 2009     |
| Mammillaria marcosii                  | vom Aussterben bedroht    | 2009     |
| Mammillaria marksiana                 | nicht gefährdet           | 2012     |
| Mammillaria mathildae                 | stark gefährdet           | 2009     |
| Mammillaria matudae                   | keine ausreichenden Daten | 2013     |
| Mammillaria mazatlanensis             | nicht gefährdet           | 2009     |
| Mammillaria melaleuca                 | stark gefährdet           | 2009     |
| Mammillaria melanocentra              | nicht gefährdet           | 2009     |
| Mammillaria mercadensis               | nicht gefährdet           | 2009     |
| Mammillaria meyranii                  | keine ausreichenden Daten | 2013     |
| Mammillaria microhelia                | stark gefährdet           | 2009     |
| Mammillaria moelleriana               | nicht gefährdet           | 2009     |
| Mammillaria morganiana                | keine ausreichenden Daten | 2010     |
| Mammillaria muehlenpfordtii           | nicht gefährdet           | 2009     |
| Mammillaria multidigitata             | gefährdet                 | 2010     |
| Mammillaria mystax                    | nicht gefährdet           | 2009     |
| Mammillaria nana                      | nicht gefährdet           | 2009     |
| Mammillaria napina                    | potentiell gefährdet      | 2009     |
| Mammillaria neopalmeri                | nicht gefährdet           | 2010     |
| Mammillaria nivosa                    | nicht gefährdet           | 2011     |
| Mammillaria nunezii                   | nicht gefährdet           | 2009     |
| Mammillaria orcuttii                  | nicht gefährdet           | 2009     |
| Mammillaria oteroi                    | gefährdet                 | 2009     |
| Mammillaria painteri                  | keine ausreichenden Daten | 2009     |
| Mammillaria parkinsonii               | stark gefährdet           | 2009     |
| Mammillaria pectinifera               | stark gefährdet           | 2009     |
| Mammillaria peninsularis              | stark gefährdet           | 2012     |
| Mammillaria pennispinosa              | vom Aussterben bedroht    | 2009     |
| Mammillaria perbella                  | gefährdet                 | 2009     |
| Mammillaria petrophila                | gefährdet                 | 2012     |
| Mammillaria petterssonii              | nicht gefährdet           | 2009     |
| Mammillaria phitauiana                | nicht gefährdet           | 2012     |
| Mammillaria picta                     | nicht gefährdet           | 2009     |
| Mammillaria pilispina                 | nicht gefährdet           | 2009     |
| Mammillaria plumosa                   | potentiell gefährdet      | 2009     |
| Mammillaria polyedra                  | nicht gefährdet           | 2009     |
| Mammillaria polythele                 | nicht gefährdet           | 2009     |
| Mammillaria pondii                    | nicht gefährdet           | 2010     |
| Mammillaria poselgeri                 | nicht gefährdet           | 2010     |
| Mammillaria pottsii                   | nicht gefährdet           | 2009     |
| Mammillaria pringlei                  | gefährdet                 | 2009     |
| Mammillaria prolifera                 | nicht gefährdet           | 2009     |
| Mammillaria rekoi                     | nicht gefährdet           | 2009     |
| Mammillaria rettigiana                | stark gefährdet           | 2009     |
| Mammillaria rhodantha                 | nicht gefährdet           | 2009     |
| Mammillaria roseoalba                 | keine ausreichenden Daten | 2009     |
| Mammillaria saboae                    | nicht gefährdet           | 2010     |
| Mammillaria sanchez-mejoradae         | vom Aussterben bedroht    | 2009     |
| Mammillaria sartorii                  | nicht gefährdet           | 2009     |
| Mammillaria schiedeana                | gefährdet                 | 2009     |
| Mammillaria schumannii                | stark gefährdet           | 2012     |
| Mammillaria schwarzii                 | vom Aussterben bedroht    | 2009     |
| Mammillaria scrippsiana               | nicht gefährdet           | 2009     |
| Mammillaria sempervivi                | nicht gefährdet           | 2009     |
| Mammillaria senilis                   | nicht gefährdet           | 2009     |
| Mammillaria sinistrohamata            | keine ausreichenden Daten | 2009     |
| Mammillaria sphacelata                | nicht gefährdet           | 2009     |
| Mammillaria sphaerica                 | nicht gefährdet           | 2009     |
| Mammillaria spinosissima              | keine ausreichenden Daten | 2013     |
| Mammillaria standleyi                 | nicht gefährdet           | 2010     |
| Mammillaria supertexta                | stark gefährdet           | 2009     |
| Mammillaria surculosa                 | stark gefährdet           | 2009     |
| Mammillaria tayloriorum               | gefährdet                 | 2010     |
| Mammillaria tetrancistra              | nicht gefährdet           | 2010     |
| Mammillaria theresae                  | vom Aussterben bedroht    | 2009     |
| Mammillaria thornberi                 | nicht gefährdet           | 2010     |
| Mammillaria tonalensis                | nicht gefährdet           | 2009     |
| Mammillaria uncinata                  | nicht gefährdet           | 2009     |
| Mammillaria variaculeata              | keine ausreichenden Daten | 2009     |
| Mammillaria vetula                    | nicht gefährdet           | 2009     |
| Mammillaria wagneriana                | keine ausreichenden Daten | 2009     |
| Mammillaria weingartiana              | nicht gefährdet           | 2009     |
| Mammillaria wiesingeri                | keine ausreichenden Daten | 2009     |
| Mammillaria winterae                  | nicht gefährdet           | 2009     |
| Mammillaria wrightii                  | nicht gefährdet           | 2009     |
| Mammillaria xaltianguensis            | keine ausreichenden Daten | 2013     |
| Mammillaria zeilmanniana              | vom Aussterben bedroht    | 2009     |
| Mammillaria zephyranthoides           | nicht gefährdet           | 2009     |
| Mammillaria zublerae                  | stark gefährdet           | 2009     |
| Mammilloydia candida                  | nicht gefährdet           | 2009     |
| Matucana aurantiaca                   | nicht gefährdet           | 2011     |
| Matucana aureiflora                   | vom Aussterben bedroht    | 2011     |
| Matucana formosa                      | nicht gefährdet           | 2011     |
| Matucana haynei                       | nicht gefährdet           | 2011     |
| Matucana huagalensis                  | vom Aussterben bedroht    | 2011     |
| Matucana intertexta                   | keine ausreichenden Daten | 2011     |
| Matucana krahnii                      | gefährdet                 | 2011     |
| Matucana madisoniorum                 | vom Aussterben bedroht    | 2011     |
| Matucana oreodoxa                     | gefährdet                 | 2011     |
| Matucana paucicostata                 | gefährdet                 | 2011     |
| Matucana pujupatii                    | potentiell gefährdet      | 2011     |
| Matucana ritteri                      | vom Aussterben bedroht    | 2011     |
| Matucana tuberculata                  | stark gefährdet           | 2011     |
| Matucana weberbaueri                  | stark gefährdet           | 2011     |
| Melocactus andinus                    | stark gefährdet           | 2011     |
| Melocactus azureus                    | stark gefährdet           | 2010     |
| Melocactus bahiensis                  | nicht gefährdet           | 2010     |
| Melocactus bellavistensis             | keine ausreichenden Daten | 2011     |
| Melocactus braunii                    | vom Aussterben bedroht    | 2010     |
| Melocactus brederooianus              | vom Aussterben bedroht    | 2010     |
| Melocactus broadwayi                  | potentiell gefährdet      | 2011     |
| Melocactus caroli-linnaei             | potentiell gefährdet      | 2011     |
| Melocactus concinnus                  | nicht gefährdet           | 2010     |
| Melocactus conoideus                  | vom Aussterben bedroht    | 2010     |
| Melocactus curvispinus                | nicht gefährdet           | 2009     |
| Melocactus deinacanthus               | stark gefährdet           | 2010     |
| Melocactus ernestii                   | nicht gefährdet           | 2010     |
| Melocactus estevesii                  | keine ausreichenden Daten | 2010     |
| Melocactus ferreophilus               | vom Aussterben bedroht    | 2010     |
| Melocactus glaucescens                | stark gefährdet           | 2010     |
| Melocactus harlowii                   | nicht gefährdet           | 2011     |
| Melocactus inconcinnus                | nicht gefährdet           | 2010     |
| Melocactus intortus                   | nicht gefährdet           | 2011     |
| Melocactus lanssensianus              | stark gefährdet           | 2010     |
| Melocactus lemairei                   | potentiell gefährdet      | 2011     |
| Melocactus levitestatus               | nicht gefährdet           | 2010     |
| Melocactus macracanthos               | nicht gefährdet           | 2011     |
| Melocactus matanzanus                 | stark gefährdet           | 2011     |
| Melocactus mazelianus                 | nicht gefährdet           | 2011     |
| Melocactus neryi                      | nicht gefährdet           | 2011     |
| Melocactus oreas                      | nicht gefährdet           | 2010     |
| Melocactus pachyacanthus              | gefährdet                 | 2010     |
| Melocactus paucispinus                | nicht gefährdet           | 2010     |
| Melocactus peruvianus                 | nicht gefährdet           | 2011     |
| Melocactus praerupticola              | keine ausreichenden Daten | 2011     |
| Melocactus salvadorensis              | gefährdet                 | 2010     |
| Melocactus schatzlii                  | gefährdet                 | 2011     |
| Melocactus smithii                    | nicht gefährdet           | 2010     |
| Melocactus stramineus                 | stark gefährdet           | 2011     |
| Melocactus violaceus                  | gefährdet                 | 2010     |
| Melocactus zehntneri                  | nicht gefährdet           | 2010     |
| Micranthocereus albicephalus          | gefährdet                 | 2010     |
| Micranthocereus auriazureus           | stark gefährdet           | 2010     |
| Micranthocereus flaviflorus           | potentiell gefährdet      | 2010     |
| Micranthocereus hofackerianus         | stark gefährdet           | 2010     |
| Micranthocereus polyanthus            | stark gefährdet           | 2010     |
| Micranthocereus purpureus             | nicht gefährdet           | 2010     |
| Micranthocereus streckeri             | vom Aussterben bedroht    | 2010     |
| Micranthocereus violaciflorus         | stark gefährdet           | 2010     |
| Mila caespitosa                       | gefährdet                 | 2011     |
| Miqueliopuntia miquelii               | nicht gefährdet           | 2011     |
| Myrtillocactus cochal                 | nicht gefährdet           | 2010     |
| Myrtillocactus eichlamii              | vom Aussterben bedroht    | 2009     |
| Myrtillocactus geometrizans           | nicht gefährdet           | 2009     |
| Myrtillocactus schenckii              | nicht gefährdet           | 2009     |
| Neobuxbaumia euphorbioides            | gefährdet                 | 2009     |
| Neobuxbaumia macrocephala             | nicht gefährdet           | 2009     |
| Neobuxbaumia mezcalaensis             | nicht gefährdet           | 2009     |
| Neobuxbaumia polylopha                | gefährdet                 | 2009     |
| Neobuxbaumia sanchezmejoradae         | keine ausreichenden Daten | 2013     |
| Neobuxbaumia scoparia                 | nicht gefährdet           | 2009     |
| Neobuxbaumia squamulosa               | nicht gefährdet           | 2009     |
| Neobuxbaumia tetetzo                  | nicht gefährdet           | 2009     |
| Neolloydia conoidea                   | nicht gefährdet           | 2009     |
| Neolloydia matehualensis              | keine ausreichenden Daten | 2009     |
| Neoraimondia arequipensis             | nicht gefährdet           | 2011     |
| Neoraimondia herzogiana               | nicht gefährdet           | 2010     |
| Neowerdermannia chilensis             | nicht gefährdet           | 2011     |
| Neowerdermannia vorwerkii             | nicht gefährdet           | 2010     |
| Nopalea auberi                        | nicht gefährdet           | 2009     |
| Nopalea cochenillifera                | keine ausreichenden Daten | 2009     |
| Nopalea dejecta                       | keine ausreichenden Daten | 2011     |
| Nopalea inaperta                      | nicht gefährdet           | 2009     |
| Nopalea lutea                         | keine ausreichenden Daten | 2009     |
| Obregonia denegrii                    | stark gefährdet           | 2009     |
| Opuntia abjecta                       | vom Aussterben bedroht    | 2011     |
| Opuntia acaulis                       | keine ausreichenden Daten | 2011     |
| Opuntia aciculata                     | keine ausreichenden Daten | 2009     |
| Opuntia ammophila                     | nicht gefährdet           | 2011     |
| Opuntia anacantha                     | nicht gefährdet           | 2010     |
| Opuntia arechavaletae                 | nicht gefährdet           | 2010     |
| Opuntia assumptionis                  | nicht gefährdet           | 2010     |
| Opuntia atrispina                     | nicht gefährdet           | 2009     |
| Opuntia aurantiaca                    | nicht gefährdet           | 2010     |
| Opuntia aurea                         | nicht gefährdet           | 2010     |
| Opuntia aureispina                    | nicht gefährdet           | 2009     |
| Opuntia austrina                      | nicht gefährdet           | 2011     |
| Opuntia basilaris                     | nicht gefährdet           | 2010     |
| Opuntia boldinghii                    | nicht gefährdet           | 2011     |
| Opuntia bravoana                      | nicht gefährdet           | 2010     |
| Opuntia caracassana                   | nicht gefährdet           | 2011     |
| Opuntia chaffeyi                      | vom Aussterben bedroht    | 2009     |
| Opuntia chlorotica                    | nicht gefährdet           | 2009     |
| Opuntia curassavica                   | potentiell gefährdet      | 2011     |
| Opuntia decumbens                     | nicht gefährdet           | 2009     |
| Opuntia depressa                      | nicht gefährdet           | 2009     |
| Opuntia elata                         | nicht gefährdet           | 2010     |
| Opuntia elatior                       | nicht gefährdet           | 2011     |
| Opuntia engelmannii                   | nicht gefährdet           | 2009     |
| Opuntia excelsa                       | nicht gefährdet           | 2009     |
| Opuntia ficus-indica                  | keine ausreichenden Daten | 2009     |
| Opuntia fragilis                      | nicht gefährdet           | 2010     |
| Opuntia fuliginosa                    | nicht gefährdet           | 2009     |
| Opuntia galapageia                    | nicht gefährdet           | 2012     |
| Opuntia gosseliniana                  | nicht gefährdet           | 2010     |
| Opuntia guatemalensis                 | nicht gefährdet           | 2009     |
| Opuntia huajuapensis                  | nicht gefährdet           | 2009     |
| Opuntia humifusa                      | nicht gefährdet           | 2011     |
| Opuntia hyptiacantha                  | nicht gefährdet           | 2009     |
| Opuntia jamaicensis                   | keine ausreichenden Daten | 2011     |
| Opuntia lagunae                       | nicht gefährdet           | 2010     |
| Opuntia lasiacantha                   | nicht gefährdet           | 2009     |
| Opuntia lata                          | nicht gefährdet           | 2011     |
| Opuntia leucotricha                   | nicht gefährdet           | 2009     |
| Opuntia littoralis                    | nicht gefährdet           | 2010     |
| Opuntia macrocentra                   | nicht gefährdet           | 2009     |
| Opuntia macrorhiza                    | nicht gefährdet           | 2009     |
| Opuntia megapotamica                  | nicht gefährdet           | 2010     |
| Opuntia megarrhiza                    | stark gefährdet           | 2009     |
| Opuntia microdasys                    | nicht gefährdet           | 2009     |
| Opuntia monacantha                    | nicht gefährdet           | 2010     |
| Opuntia oricola                       | nicht gefährdet           | 2010     |
| Opuntia pachyrrhiza                   | stark gefährdet           | 2009     |
| Opuntia parviclada                    | nicht gefährdet           | 2009     |
| Opuntia phaeacantha                   | nicht gefährdet           | 2009     |
| Opuntia pilifera                      | nicht gefährdet           | 2009     |
| Opuntia pinkavae                      | nicht gefährdet           | 2010     |
| Opuntia pittieri                      | keine ausreichenden Daten | 2011     |
| Opuntia pollardii                     | nicht gefährdet           | 2011     |
| Opuntia polyacantha                   | nicht gefährdet           | 2009     |
| Opuntia pottsii                       | nicht gefährdet           | 2010     |
| Opuntia puberula                      | nicht gefährdet           | 2009     |
| Opuntia pubescens                     | nicht gefährdet           | 2009     |
| Opuntia pusilla                       | nicht gefährdet           | 2011     |
| Opuntia pycnantha                     | nicht gefährdet           | 2010     |
| Opuntia quimilo                       | nicht gefährdet           | 2010     |
| Opuntia quitensis                     | nicht gefährdet           | 2011     |
| Opuntia repens                        | nicht gefährdet           | 2011     |
| Opuntia robusta                       | nicht gefährdet           | 2009     |
| Opuntia rufida                        | nicht gefährdet           | 2009     |
| Opuntia salmiana                      | nicht gefährdet           | 2010     |
| Opuntia sanguinea                     | keine ausreichenden Daten | 2011     |
| Opuntia scheeri                       | keine ausreichenden Daten | 2009     |
| Opuntia schickendantzii               | nicht gefährdet           | 2010     |
| Opuntia schumannii                    | gefährdet                 | 2011     |
| Opuntia soederstromiana               | nicht gefährdet           | 2011     |
| Opuntia stenarthra                    | keine ausreichenden Daten | 2010     |
| Opuntia stenopetala                   | nicht gefährdet           | 2009     |
| Opuntia streptacantha                 | nicht gefährdet           | 2009     |
| Opuntia stricta                       | nicht gefährdet           | 2009     |
| Opuntia strigil                       | nicht gefährdet           | 2009     |
| Opuntia sulphurea                     | nicht gefährdet           | 2010     |
| Opuntia taylorii                      | keine ausreichenden Daten | 2011     |
| Opuntia tehuacana                     | nicht gefährdet           | 2009     |
| Opuntia tehuantepecana                | nicht gefährdet           | 2009     |
| Opuntia tomentosa                     | nicht gefährdet           | 2009     |
| Opuntia triacantha                    | potentiell gefährdet      | 2011     |
| Opuntia velutina                      | keine ausreichenden Daten | 2009     |
| Opuntia wilcoxii                      | nicht gefährdet           | 2010     |
| Oreocereus celsianus                  | nicht gefährdet           | 2010     |
| Oreocereus doelzianus                 | nicht gefährdet           | 2011     |
| Oreocereus hempelianus                | nicht gefährdet           | 2011     |
| Oreocereus leucotrichus               | nicht gefährdet           | 2011     |
| Oreocereus pseudofossulatus           | potentiell gefährdet      | 2010     |
| Oreocereus trollii                    | nicht gefährdet           | 2010     |
| Oroya borchersii                      | nicht gefährdet           | 2011     |
| Oroya peruviana                       | stark gefährdet           | 2011     |
| Ortegocactus macdougallii             | keine ausreichenden Daten | 2013     |
| Pachycereus fulviceps                 | nicht gefährdet           | 2009     |
| Pachycereus gatesii                   | gefährdet                 | 2010     |
| Pachycereus gaumeri                   | stark gefährdet           | 2009     |
| Pachycereus grandis                   | gefährdet                 | 2009     |
| Pachycereus hollianus                 | nicht gefährdet           | 2009     |
| Pachycereus lepidanthus               | potentiell gefährdet      | 2009     |
| Pachycereus marginatus                | keine ausreichenden Daten | 2009     |
| Pachycereus militaris                 | gefährdet                 | 2009     |
| Pachycereus pecten-aboriginum         | nicht gefährdet           | 2009     |
| Pachycereus pringlei                  | nicht gefährdet           | 2010     |
| Pachycereus schottii                  | nicht gefährdet           | 2010     |
| Pachycereus tepamo                    | nicht gefährdet           | 2009     |
| Pachycereus weberi                    | nicht gefährdet           | 2009     |
| Parodia alacriportana                 | gefährdet                 | 2010     |
| Parodia allosiphon                    | stark gefährdet           | 2010     |
| Parodia arnostiana                    | vom Aussterben bedroht    | 2010     |
| Parodia aureicentra                   | potentiell gefährdet      | 2010     |
| Parodia ayopayana                     | nicht gefährdet           | 2010     |
| Parodia buiningii                     | vom Aussterben bedroht    | 2010     |
| Parodia carambeiensis                 | nicht gefährdet           | 2010     |
| Parodia chrysacanthion                | nicht gefährdet           | 2011     |
| Parodia columnaris                    | potentiell gefährdet      | 2012     |
| Parodia comarapana                    | nicht gefährdet           | 2012     |
| Parodia commutans                     | nicht gefährdet           | 2012     |
| Parodia concinna                      | gefährdet                 | 2010     |
| Parodia crassigibba                   | vom Aussterben bedroht    | 2010     |
| Parodia erinacea                      | nicht gefährdet           | 2010     |
| Parodia formosa                       | nicht gefährdet           | 2010     |
| Parodia fusca                         | gefährdet                 | 2010     |
| Parodia gaucha                        | stark gefährdet           | 2010     |
| Parodia gibbulosoides                 | nicht gefährdet           | 2013     |
| Parodia glaucina                      | gefährdet                 | 2010     |
| Parodia haselbergii                   | gefährdet                 | 2010     |
| Parodia hausteiniana                  | stark gefährdet           | 2012     |
| Parodia herteri                       | vom Aussterben bedroht    | 2010     |
| Parodia horstii                       | stark gefährdet           | 2010     |
| Parodia langsdorfii                   | gefährdet                 | 2010     |
| Parodia leninghausii                  | stark gefährdet           | 2010     |
| Parodia linkii                        | nicht gefährdet           | 2010     |
| Parodia maassii                       | nicht gefährdet           | 2010     |
| Parodia magnifica                     | stark gefährdet           | 2010     |
| Parodia mammulosa                     | nicht gefährdet           | 2010     |
| Parodia microsperma                   | nicht gefährdet           | 2010     |
| Parodia mueller-melchersii            | stark gefährdet           | 2010     |
| Parodia muricata                      | stark gefährdet           | 2010     |
| Parodia neoarechavaletae              | gefährdet                 | 2010     |
| Parodia neohorstii                    | vom Aussterben bedroht    | 2010     |
| Parodia nigrispina                    | stark gefährdet           | 2010     |
| Parodia nivosa                        | vom Aussterben bedroht    | 2010     |
| Parodia nothorauschii                 | vom Aussterben bedroht    | 2010     |
| Parodia ocampoi                       | nicht gefährdet           | 2012     |
| Parodia otaviana                      | nicht gefährdet           | 2012     |
| Parodia ottonis                       | gefährdet                 | 2010     |
| Parodia oxycostata                    | gefährdet                 | 2010     |
| Parodia penicillata                   | stark gefährdet           | 2012     |
| Parodia permutata                     | gefährdet                 | 2010     |
| Parodia prestoensis                   | nicht gefährdet           | 2012     |
| Parodia procera                       | keine ausreichenden Daten | 2012     |
| Parodia rechensis                     | vom Aussterben bedroht    | 2010     |
| Parodia ritteri                       | nicht gefährdet           | 2010     |
| Parodia rudibuenekeri                 | stark gefährdet           | 2012     |
| Parodia schumanniana                  | gefährdet                 | 2010     |
| Parodia schwebsiana                   | nicht gefährdet           | 2012     |
| Parodia scopa                         | gefährdet                 | 2010     |
| Parodia stockingeri                   | stark gefährdet           | 2010     |
| Parodia stuemeri                      | nicht gefährdet           | 2010     |
| Parodia subterranea                   | nicht gefährdet           | 2010     |
| Parodia taratensis                    | nicht gefährdet           | 2012     |
| Parodia tenuicylindrica               | stark gefährdet           | 2010     |
| Parodia tuberculata                   | nicht gefährdet           | 2012     |
| Parodia turbinata                     | nicht gefährdet           | 2010     |
| Parodia turecekiana                   | gefährdet                 | 2010     |
| Parodia warasii                       | stark gefährdet           | 2010     |
| Parodia werdermanniana                | vom Aussterben bedroht    | 2010     |
| Pediocactus bradyi                    | potentiell gefährdet      | 2010     |
| Pediocactus despainii                 | potentiell gefährdet      | 2010     |
| Pediocactus knowltonii                | vom Aussterben bedroht    | 2010     |
| Pediocactus nigrispinus               | nicht gefährdet           | 2010     |
| Pediocactus paradinei                 | stark gefährdet           | 2010     |
| Pediocactus peeblesianus              | nicht gefährdet           | 2010     |
| Pediocactus sileri                    | nicht gefährdet           | 2010     |
| Pediocactus simpsonii                 | nicht gefährdet           | 2010     |
| Pediocactus winkleri                  | nicht gefährdet           | 2010     |
| Pelecyphora aselliformis              | nicht gefährdet           | 2009     |
| Pelecyphora strobiliformis            | nicht gefährdet           | 2009     |
| Peniocereus castellae                 | gefährdet                 | 2009     |
| Peniocereus chiapensis                | gefährdet                 | 2009     |
| Peniocereus cuixmalensis              | gefährdet                 | 2009     |
| Peniocereus fosterianus               | gefährdet                 | 2009     |
| Peniocereus greggii                   | nicht gefährdet           | 2009     |
| Peniocereus hirschtianus              | nicht gefährdet           | 2009     |
| Peniocereus johnstonii                | nicht gefährdet           | 2012     |
| Peniocereus lazaro-cardenasii         | stark gefährdet           | 2009     |
| Peniocereus macdougallii              | stark gefährdet           | 2009     |
| Peniocereus maculatus                 | vom Aussterben bedroht    | 2009     |
| Peniocereus marianus                  | nicht gefährdet           | 2010     |
| Peniocereus oaxacensis                | gefährdet                 | 2009     |
| Peniocereus occidentalis              | vom Aussterben bedroht    | 2009     |
| Peniocereus rosei                     | gefährdet                 | 2009     |
| Peniocereus serpentinus               | nicht gefährdet           | 2009     |
| Peniocereus striatus                  | nicht gefährdet           | 2010     |
| Peniocereus tepalcatepecanus          | gefährdet                 | 2009     |
| Peniocereus viperinus                 | nicht gefährdet           | 2009     |
| Peniocereus zopilotensis              | vom Aussterben bedroht    | 2009     |
| Pereskia aculeata                     | nicht gefährdet           | 2010     |
| Pereskia aureiflora                   | stark gefährdet           | 2010     |
| Pereskia bahiensis                    | nicht gefährdet           | 2010     |
| Pereskia bleo                         | nicht gefährdet           | 2011     |
| Pereskia diaz-romeroana               | nicht gefährdet           | 2010     |
| Pereskia grandifolia                  | nicht gefährdet           | 2010     |
| Pereskia guamacho                     | nicht gefährdet           | 2011     |
| Pereskia horrida                      | nicht gefährdet           | 2011     |
| Pereskia lychnidiflora                | nicht gefährdet           | 2009     |
| Pereskia marcanoi                     | gefährdet                 | 2011     |
| Pereskia nemorosa                     | nicht gefährdet           | 2010     |
| Pereskia portulacifolia               | gefährdet                 | 2011     |
| Pereskia quisqueyana                  | vom Aussterben bedroht    | 2011     |
| Pereskia sacharosa                    | nicht gefährdet           | 2010     |
| Pereskia stenantha                    | nicht gefährdet           | 2010     |
| Pereskia weberiana                    | nicht gefährdet           | 2010     |
| Pereskia zinniiflora                  | gefährdet                 | 2011     |
| Pereskiopsis aquosa                   | nicht gefährdet           | 2009     |
| Pereskiopsis blakeana                 | nicht gefährdet           | 2009     |
| Pereskiopsis diguetii                 | nicht gefährdet           | 2009     |
| Pereskiopsis kellermanii              | nicht gefährdet           | 2009     |
| Pereskiopsis porteri                  | nicht gefährdet           | 2010     |
| Pereskiopsis rotundifolia             | nicht gefährdet           | 2009     |
| Pfeiffera asuntapatensis              | keine ausreichenden Daten | 2013     |
| Pfeiffera boliviana                   | keine ausreichenden Daten | 2013     |
| Pfeiffera brevispina                  | keine ausreichenden Daten | 2011     |
| Pfeiffera crenata                     | keine ausreichenden Daten | 2013     |
| Pfeiffera ianthothele                 | nicht gefährdet           | 2010     |
| Pfeiffera micrantha                   | stark gefährdet           | 2011     |
| Pfeiffera miyagawae                   | keine ausreichenden Daten | 2013     |
| Pfeiffera monacantha                  | nicht gefährdet           | 2010     |
| Pfeiffera paranganiensis              | nicht gefährdet           | 2010     |
| Pierrebraunia bahiensis               | gefährdet                 | 2010     |
| Pierrebraunia brauniorum              | nicht gefährdet           | 2010     |
| Pilosocereus albisummus               | keine ausreichenden Daten | 2010     |
| Pilosocereus alensis                  | nicht gefährdet           | 2009     |
| Pilosocereus arrabidae                | potentiell gefährdet      | 2010     |
| Pilosocereus aureispinus              | gefährdet                 | 2010     |
| Pilosocereus aurisetus                | nicht gefährdet           | 2010     |
| Pilosocereus azulensis                | vom Aussterben bedroht    | 2010     |
| Pilosocereus bohlei                   | nicht gefährdet           | 2010     |
| Pilosocereus brasiliensis             | nicht gefährdet           | 2010     |
| Pilosocereus catingicola              | nicht gefährdet           | 2010     |
| Pilosocereus chrysacanthus            | nicht gefährdet           | 2009     |
| Pilosocereus chrysostele              | potentiell gefährdet      | 2010     |
| Pilosocereus collinsii                | nicht gefährdet           | 2009     |
| Pilosocereus densiareolatus           | potentiell gefährdet      | 2010     |
| Pilosocereus diersianus               | vom Aussterben bedroht    | 2009     |
| Pilosocereus flavipulvinatus          | nicht gefährdet           | 2010     |
| Pilosocereus flexibilispinus          | potentiell gefährdet      | 2010     |
| Pilosocereus floccosus                | nicht gefährdet           | 2010     |
| Pilosocereus frewenii                 | vom Aussterben bedroht    | 2011     |
| Pilosocereus fulvilanatus             | potentiell gefährdet      | 2010     |
| Pilosocereus gaumeri                  | nicht gefährdet           | 2009     |
| Pilosocereus glaucochrous             | nicht gefährdet           | 2010     |
| Pilosocereus gounellei                | nicht gefährdet           | 2010     |
| Pilosocereus jauruensis               | nicht gefährdet           | 2010     |
| Pilosocereus lanuginosus              | nicht gefährdet           | 2011     |
| Pilosocereus leucocephalus            | nicht gefährdet           | 2009     |
| Pilosocereus machrisii                | nicht gefährdet           | 2010     |
| Pilosocereus magnificus               | stark gefährdet           | 2010     |
| Pilosocereus mollispinus              | keine ausreichenden Daten | 2010     |
| Pilosocereus multicostatus            | stark gefährdet           | 2010     |
| Pilosocereus oligolepis               | keine ausreichenden Daten | 2010     |
| Pilosocereus pachycladus              | nicht gefährdet           | 2010     |
| Pilosocereus parvus                   | gefährdet                 | 2010     |
| Pilosocereus pentaedrophorus          | nicht gefährdet           | 2010     |
| Pilosocereus piauhyensis              | nicht gefährdet           | 2010     |
| Pilosocereus polygonus                | nicht gefährdet           | 2011     |
| Pilosocereus purpusii                 | nicht gefährdet           | 2009     |
| Pilosocereus pusillibaccatus          | nicht gefährdet           | 2010     |
| Pilosocereus quadricentralis          | stark gefährdet           | 2009     |
| Pilosocereus royenii                  | nicht gefährdet           | 2011     |
| Pilosocereus splendidus               | keine ausreichenden Daten | 2010     |
| Pilosocereus tillianus                | stark gefährdet           | 2011     |
| Pilosocereus tuberculatus             | nicht gefährdet           | 2010     |
| Pilosocereus ulei                     | stark gefährdet           | 2010     |
| Pilosocereus vilaboensis              | nicht gefährdet           | 2010     |
| Polaskia chende                       | nicht gefährdet           | 2009     |
| Polaskia chichipe                     | nicht gefährdet           | 2009     |
| Praecereus euchlorus                  | nicht gefährdet           | 2010     |
| Praecereus saxicola                   | nicht gefährdet           | 2010     |
| Pseudoacanthocereus brasiliensis      | gefährdet                 | 2010     |
| Pseudoacanthocereus sicariguensis     | keine ausreichenden Daten | 2011     |
| Pseudorhipsalis acuminata             | potentiell gefährdet      | 2009     |
| Pseudorhipsalis alata                 | stark gefährdet           | 2011     |
| Pseudorhipsalis amazonica             | nicht gefährdet           | 2009     |
| Pseudorhipsalis himantoclada          | potentiell gefährdet      | 2009     |
| Pseudorhipsalis lankesteri            | keine ausreichenden Daten | 2009     |
| Pseudorhipsalis ramulosa              | nicht gefährdet           | 2009     |
| Pterocactus araucanus                 | nicht gefährdet           | 2010     |
| Pterocactus australis                 | nicht gefährdet           | 2011     |
| Pterocactus fischeri                  | nicht gefährdet           | 2011     |
| Pterocactus gonjianii                 | nicht gefährdet           | 2010     |
| Pterocactus hickenii                  | nicht gefährdet           | 2010     |
| Pterocactus megliolii                 | nicht gefährdet           | 2010     |
| Pterocactus reticulatus               | nicht gefährdet           | 2010     |
| Pterocactus tuberosus                 | nicht gefährdet           | 2010     |
| Pterocactus valentinii                | nicht gefährdet           | 2010     |
| Pygmaeocereus bieblii                 | stark gefährdet           | 2011     |
| Pygmaeocereus bylesianus              | vom Aussterben bedroht    | 2011     |
| Quiabentia verticillata               | nicht gefährdet           | 2010     |
| Quiabentia zehntneri                  | nicht gefährdet           | 2010     |
| Rauhocereus riosaniensis              | nicht gefährdet           | 2011     |
| Rebutia albipectinata                 | stark gefährdet           | 2010     |
| Rebutia arenacea                      | potentiell gefährdet      | 2010     |
| Rebutia breviflora                    | nicht gefährdet           | 2012     |
| Rebutia canigueralii                  | nicht gefährdet           | 2010     |
| Rebutia cardenasiana                  | nicht gefährdet           | 2012     |
| Rebutia cintia                        | nicht gefährdet           | 2012     |
| Rebutia cylindrica                    | nicht gefährdet           | 2010     |
| Rebutia deminuta                      | nicht gefährdet           | 2010     |
| Rebutia einsteinii                    | nicht gefährdet           | 2010     |
| Rebutia fabrisii                      | nicht gefährdet           | 2011     |
| Rebutia fidana                        | nicht gefährdet           | 2010     |
| Rebutia fiebrigii                     | nicht gefährdet           | 2010     |
| Rebutia glomeriseta                   | stark gefährdet           | 2010     |
| Rebutia heliosa                       | nicht gefährdet           | 2010     |
| Rebutia krugerae                      | stark gefährdet           | 2011     |
| Rebutia mentosa                       | nicht gefährdet           | 2010     |
| Rebutia minuscula                     | nicht gefährdet           | 2010     |
| Rebutia neocumingii                   | nicht gefährdet           | 2010     |
| Rebutia neumanniana                   | keine ausreichenden Daten | 2010     |
| Rebutia oligacantha                   | nicht gefährdet           | 2010     |
| Rebutia padcayensis                   | nicht gefährdet           | 2010     |
| Rebutia pulchra                       | nicht gefährdet           | 2010     |
| Rebutia pulvinosa                     | keine ausreichenden Daten | 2010     |
| Rebutia pygmaea                       | nicht gefährdet           | 2010     |
| Rebutia ritteri                       | nicht gefährdet           | 2010     |
| Rebutia steinbachii                   | nicht gefährdet           | 2010     |
| Rebutia steinmannii                   | nicht gefährdet           | 2010     |
| Rebutia tarijensis                    | nicht gefährdet           | 2010     |
| Rebutia vasqueziana                   | potentiell gefährdet      | 2012     |
| Rhipsalis agudoensis                  | keine ausreichenden Daten | 2012     |
| Rhipsalis baccifera                   | nicht gefährdet           | 2010     |
| Rhipsalis burchellii                  | nicht gefährdet           | 2010     |
| Rhipsalis campos-portoana             | nicht gefährdet           | 2010     |
| Rhipsalis cereoides                   | potentiell gefährdet      | 2010     |
| Rhipsalis cereuscula                  | nicht gefährdet           | 2010     |
| Rhipsalis clavata                     | potentiell gefährdet      | 2010     |
| Rhipsalis crispata                    | stark gefährdet           | 2010     |
| Rhipsalis cuneata                     | nicht gefährdet           | 2012     |
| Rhipsalis dissimilis                  | stark gefährdet           | 2010     |
| Rhipsalis elliptica                   | nicht gefährdet           | 2010     |
| Rhipsalis ewaldiana                   | keine ausreichenden Daten | 2010     |
| Rhipsalis floccosa                    | nicht gefährdet           | 2010     |
| Rhipsalis grandiflora                 | nicht gefährdet           | 2010     |
| Rhipsalis hoelleri                    | keine ausreichenden Daten | 2010     |
| Rhipsalis juengeri                    | nicht gefährdet           | 2010     |
| Rhipsalis lindbergiana                | nicht gefährdet           | 2010     |
| Rhipsalis mesembryanthemoides         | vom Aussterben bedroht    | 2010     |
| Rhipsalis micrantha                   | nicht gefährdet           | 2009     |
| Rhipsalis neves-armondii              | nicht gefährdet           | 2010     |
| Rhipsalis oblonga                     | gefährdet                 | 2010     |
| Rhipsalis occidentalis                | nicht gefährdet           | 2011     |
| Rhipsalis olivifera                   | potentiell gefährdet      | 2010     |
| Rhipsalis ormindoi                    | potentiell gefährdet      | 2010     |
| Rhipsalis pacheco-leonis              | stark gefährdet           | 2010     |
| Rhipsalis pachyptera                  | nicht gefährdet           | 2010     |
| Rhipsalis paradoxa                    | nicht gefährdet           | 2010     |
| Rhipsalis pentaptera                  | vom Aussterben bedroht    | 2010     |
| Rhipsalis pilocarpa                   | gefährdet                 | 2010     |
| Rhipsalis pulchra                     | nicht gefährdet           | 2010     |
| Rhipsalis puniceodiscus               | nicht gefährdet           | 2010     |
| Rhipsalis russellii                   | gefährdet                 | 2010     |
| Rhipsalis sulcata                     | keine ausreichenden Daten | 2010     |
| Rhipsalis teres                       | nicht gefährdet           | 2010     |
| Rhipsalis triangularis                | vom Aussterben bedroht    | 2010     |
| Rhipsalis trigona                     | nicht gefährdet           | 2010     |
| Samaipaticereus corroanus             | nicht gefährdet           | 2010     |
| Schlumbergera kautskyi                | stark gefährdet           | 2010     |
| Schlumbergera microsphaerica          | gefährdet                 | 2010     |
| Schlumbergera opuntioides             | gefährdet                 | 2010     |
| Schlumbergera orssichiana             | stark gefährdet           | 2010     |
| Schlumbergera russelliana             | stark gefährdet           | 2010     |
| Schlumbergera truncata                | gefährdet                 | 2010     |
| Sclerocactus brevihamatus             | nicht gefährdet           | 2009     |
| Sclerocactus brevispinus              | vom Aussterben bedroht    | 2010     |
| Sclerocactus erectocentrus            | nicht gefährdet           | 2010     |
| Sclerocactus glaucus                  | nicht gefährdet           | 2010     |
| Sclerocactus intertextus              | nicht gefährdet           | 2009     |
| Sclerocactus johnsonii                | nicht gefährdet           | 2010     |
| Sclerocactus mariposensis             | nicht gefährdet           | 2009     |
| Sclerocactus mesae-verdae             | nicht gefährdet           | 2010     |
| Sclerocactus nyensis                  | stark gefährdet           | 2010     |
| Sclerocactus papyracanthus            | nicht gefährdet           | 2009     |
| Sclerocactus parviflorus              | nicht gefährdet           | 2010     |
| Sclerocactus polyancistrus            | nicht gefährdet           | 2010     |
| Sclerocactus pubispinus               | nicht gefährdet           | 2010     |
| Sclerocactus scheeri                  | nicht gefährdet           | 2009     |
| Sclerocactus sileri                   | gefährdet                 | 2010     |
| Sclerocactus spinosior                | nicht gefährdet           | 2010     |
| Sclerocactus uncinatus                | nicht gefährdet           | 2009     |
| Sclerocactus unguispinus              | nicht gefährdet           | 2009     |
| Sclerocactus warnockii                | nicht gefährdet           | 2009     |
| Sclerocactus wetlandicus              | nicht gefährdet           | 2010     |
| Sclerocactus whipplei                 | nicht gefährdet           | 2010     |
| Sclerocactus wrightiae                | potentiell gefährdet      | 2010     |
| Selenicereus anthonyanus              | nicht gefährdet           | 2009     |
| Selenicereus atropilosus              | stark gefährdet           | 2009     |
| Selenicereus chrysocardium            | keine ausreichenden Daten | 2009     |
| Selenicereus grandiflorus             | nicht gefährdet           | 2009     |
| Selenicereus hamatus                  | nicht gefährdet           | 2009     |
| Selenicereus inermis                  | nicht gefährdet           | 2009     |
| Selenicereus murrillii                | gefährdet                 | 2009     |
| Selenicereus nelsonii                 | keine ausreichenden Daten | 2009     |
| Selenicereus pteranthus               | keine ausreichenden Daten | 2009     |
| Selenicereus spinulosus               | nicht gefährdet           | 2009     |
| Selenicereus vagans                   | nicht gefährdet           | 2009     |
| Selenicereus validus                  | nicht gefährdet           | 2009     |
| Siccobaccatus dolichospermaticus      | potentiell gefährdet      | 2010     |
| Siccobaccatus estevesii               | nicht gefährdet           | 2010     |
| Siccobaccatus insigniflorus           | stark gefährdet           | 2010     |
| Stenocactus coptonogonus              | nicht gefährdet           | 2009     |
| Stenocactus crispatus                 | keine ausreichenden Daten | 2009     |
| Stenocactus multicostatus             | keine ausreichenden Daten | 2009     |
| Stenocactus obvallatus                | keine ausreichenden Daten | 2009     |
| Stenocactus ochoterenanus             | keine ausreichenden Daten | 2009     |
| Stenocactus phyllacanthus             | keine ausreichenden Daten | 2009     |
| Stenocactus sulphureus                | keine ausreichenden Daten | 2009     |
| Stenocactus vaupelianus               | keine ausreichenden Daten | 2009     |
| Stenocereus alamosensis               | gefährdet                 | 2010     |
| Stenocereus aragonii                  | nicht gefährdet           | 2009     |
| Stenocereus beneckei                  | potentiell gefährdet      | 2009     |
| Stenocereus chacalapensis             | vom Aussterben bedroht    | 2009     |
| Stenocereus chrysocarpus              | stark gefährdet           | 2009     |
| Stenocereus dumortieri                | nicht gefährdet           | 2009     |
| Stenocereus eichlamii                 | keine ausreichenden Daten | 2009     |
| Stenocereus eruca                     | nicht gefährdet           | 2010     |
| Stenocereus fimbriatus                | nicht gefährdet           | 2011     |
| Stenocereus fricii                    | nicht gefährdet           | 2009     |
| Stenocereus griseus                   | nicht gefährdet           | 2009     |
| Stenocereus gummosus                  | nicht gefährdet           | 2010     |
| Stenocereus humilis                   | stark gefährdet           | 2011     |
| Stenocereus kerberi                   | nicht gefährdet           | 2009     |
| Stenocereus martinezii                | stark gefährdet           | 2009     |
| Stenocereus montanus                  | nicht gefährdet           | 2010     |
| Stenocereus pruinosus                 | nicht gefährdet           | 2009     |
| Stenocereus queretaroensis            | nicht gefährdet           | 2009     |
| Stenocereus quevedonis                | nicht gefährdet           | 2009     |
| Stenocereus standleyi                 | nicht gefährdet           | 2009     |
| Stenocereus stellatus                 | nicht gefährdet           | 2009     |
| Stenocereus thurberi                  | nicht gefährdet           | 2010     |
| Stenocereus treleasei                 | nicht gefährdet           | 2009     |
| Stephanocereus leucostele             | nicht gefährdet           | 2010     |
| Stephanocereus luetzelburgii          | nicht gefährdet           | 2010     |
| Stetsonia coryne                      | nicht gefährdet           | 2010     |
| Strombocactus disciformis             | gefährdet                 | 2009     |
| Strophocactus testudo                 | nicht gefährdet           | 2009     |
| Strophocactus wittii                  | nicht gefährdet           | 2010     |
| Tacinga braunii                       | gefährdet                 | 2010     |
| Tacinga estevesii                     | stark gefährdet           | 2010     |
| Tacinga funalis                       | nicht gefährdet           | 2010     |
| Tacinga inamoena                      | nicht gefährdet           | 2010     |
| Tacinga palmadora                     | nicht gefährdet           | 2010     |
| Tacinga saxatilis                     | nicht gefährdet           | 2010     |
| Tacinga subcylindrica                 | stark gefährdet           | 2010     |
| Tacinga werneri                       | nicht gefährdet           | 2010     |
| Tephrocactus alexanderi               | nicht gefährdet           | 2010     |
| Tephrocactus aoracanthus              | nicht gefährdet           | 2010     |
| Tephrocactus articulatus              | nicht gefährdet           | 2010     |
| Tephrocactus bonnieae                 | stark gefährdet           | 2010     |
| Tephrocactus molinensis               | nicht gefährdet           | 2010     |
| Tephrocactus nigrispinus              | nicht gefährdet           | 2010     |
| Tephrocactus weberi                   | nicht gefährdet           | 2010     |
| Thelocactus bicolor                   | nicht gefährdet           | 2009     |
| Thelocactus buekii                    | nicht gefährdet           | 2009     |
| Thelocactus conothelos                | nicht gefährdet           | 2009     |
| Thelocactus hastifer                  | stark gefährdet           | 2009     |
| Thelocactus hexaedrophorus            | nicht gefährdet           | 2009     |
| Thelocactus lausseri                  | keine ausreichenden Daten | 2009     |
| Thelocactus leucacanthus              | nicht gefährdet           | 2009     |
| Thelocactus macdowellii               | potentiell gefährdet      | 2009     |
| Thelocactus multicephalus             | nicht gefährdet           | 2009     |
| Thelocactus rinconensis               | nicht gefährdet           | 2009     |
| Thelocactus setispinus                | nicht gefährdet           | 2009     |
| Thelocactus tulensis                  | nicht gefährdet           | 2009     |
| Tunilla corrugata                     | nicht gefährdet           | 2010     |
| Tunilla erectoclada                   | keine ausreichenden Daten | 2012     |
| Tunilla microdisca                    | keine ausreichenden Daten | 2012     |
| Tunilla soehrensii                    | nicht gefährdet           | 2010     |
| Tunilla tilcarensis                   | nicht gefährdet           | 2010     |
| Turbinicarpus alonsoi                 | vom Aussterben bedroht    | 2009     |
| Turbinicarpus beguinii                | nicht gefährdet           | 2009     |
| Turbinicarpus gielsdorfianus          | vom Aussterben bedroht    | 2009     |
| Turbinicarpus hoferi                  | vom Aussterben bedroht    | 2009     |
| Turbinicarpus horripilus              | stark gefährdet           | 2009     |
| Turbinicarpus laui                    | vom Aussterben bedroht    | 2009     |
| Turbinicarpus lophophoroides          | potentiell gefährdet      | 2009     |
| Turbinicarpus mandragora              | vom Aussterben bedroht    | 2009     |
| Turbinicarpus pseudomacrochele        | stark gefährdet           | 2009     |
| Turbinicarpus pseudopectinatus        | nicht gefährdet           | 2009     |
| Turbinicarpus saueri                  | gefährdet                 | 2009     |
| Turbinicarpus schmiedickeanus         | potentiell gefährdet      | 2009     |
| Turbinicarpus subterraneus            | stark gefährdet           | 2010     |
| Turbinicarpus swobodae                | vom Aussterben bedroht    | 2009     |
| Turbinicarpus valdezianus             | gefährdet                 | 2009     |
| Turbinicarpus viereckii               | nicht gefährdet           | 2009     |
| Uebelmannia buiningii                 | vom Aussterben bedroht    | 2010     |
| Uebelmannia gummifera                 | stark gefährdet           | 2010     |
| Uebelmannia pectinifera               | stark gefährdet           | 2010     |
| Weberbauerocereus albus               | nicht gefährdet           | 2011     |
| Weberbauerocereus cephalomacrostibas  | stark gefährdet           | 2011     |
| Weberbauerocereus churinensis         | nicht gefährdet           | 2011     |
| Weberbauerocereus cuzcoensis          | nicht gefährdet           | 2011     |
| Weberbauerocereus rauhii              | nicht gefährdet           | 2011     |
| Weberbauerocereus weberbaueri         | nicht gefährdet           | 2011     |
| Weberbauerocereus winterianus         | nicht gefährdet           | 2011     |
| Weberocereus bradei                   | gefährdet                 | 2009     |
| Weberocereus frohningiorum            | vom Aussterben bedroht    | 2009     |
| Weberocereus glaber                   | nicht gefährdet           | 2009     |
| Weberocereus imitans                  | stark gefährdet           | 2009     |
| Weberocereus rosei                    | keine ausreichenden Daten | 2011     |
| Weberocereus tonduzii                 | gefährdet                 | 2009     |
| Weberocereus trichophorus             | stark gefährdet           | 2009     |
| Weberocereus tunilla                  | nicht gefährdet           | 2009     |
| Yavia cryptocarpa                     | stark gefährdet           | 2010     |
| Yungasocereus inquisivensis           | nicht gefährdet           | 2010     |